# 2014년 FIFA 월드컵 결선 토너먼트
2014년 FIFA 월드컵 결선 토너먼트는 대회의 2라운드이자 최종 라운드로, 조별 리그 일정을 마친 후 시행되었다. 결선 토너먼트는 2014년 6월 28일에 16강 경기로 시작해서 7월 13일 히우 지 자네이루의 이스타지우 두 마라카낭에서 열린 대회 결승전으로 막을 내렸다. 각 조의 상위 2개국 (총 16개국) 이 결선 토너먼트에 진출해 싱글 엘리미네이션 토너먼트 형식으로 경쟁하였다. 준결승전에서 패한 두 국가는 3위 결정전을 벌였다.
결선 토너먼트의 모든 경기는 정규 시간 90분이 지난 시점에 동률을 이룰 경우 전후반 15분간의 연장전을 치렀다. 연장전이 종료된 후에도 승부가 가려지지 않으면, 다음 라운드 진출국을 승부차기로 결정했다.
아래에 명시된 시간은 모두 브라질리아 표준시 (UTC−3)를 기준으로 한다.

## 진출국
| 조 | 1위        | 2위        |
| -- | ---------- | ---------- |
| A  | 브라질     | 멕시코     |
| B  | 네덜란드   | 칠레       |
| C  | 콜롬비아   | 그리스     |
| D  | 코스타리카 | 우루과이   |
| E  | 프랑스     | 스위스     |
| F  | 아르헨티나 | 나이지리아 |
| G  | 독일       | 미국       |
| H  | 벨기에     | 알제리     |

## 대진표
|  | 16강전                      | 16강전                     |                             |       | 8강전      | 8강전      |                       |                       | 준결승전 | 준결승전 |  |  | 결승전 | 결승전 |
|  |                             |                            |                             |       |            |            |                       |                       |          |          |  |  |        |        |
|  | 6월 28일 - 벨루 오리존치    |                            |                             |       |            |            |                       |                       |          |          |  |  |        |        |
|  |                             |                            |                             |       |            |            |                       |                       |          |          |  |  |        |        |
|  | 브라질 (승)                 | 2 (4)                      |                             |       |            |            |                       |                       |          |          |  |  |        |        |
|  | 브라질 (승)                 | 2 (4)                      | 7월 4일 - 포르탈레자        |       |            |            |                       |                       |          |          |  |  |        |        |
|  | 네덜란드                    | 2 (3)                      |                             |       |            |            |                       |                       |          |          |  |  |        |        |
|  | 네덜란드                    | 2 (3)                      | 브라질                      | 2     |            |            |                       |                       |          |          |  |  |        |        |
|  | 6월 28일 - 히우 지 자네이루 |                            | 브라질                      | 2     |            |            |                       |                       |          |          |  |  |        |        |
|  |                             | 콜롬비아                   | 1                           |       |            |            |                       |                       |          |          |  |  |        |        |
|  | 콜롬비아                    | 콜롬비아                   | 1                           | 2     |            |            |                       |                       |          |          |  |  |        |        |
|  | 콜롬비아                    |                            | 7월 8일 - 벨루 오리존치     | 2     |            |            |                       |                       |          |          |  |  |        |        |
|  | 우루과이                    | 0                          |                             |       |            |            |                       |                       |          |          |  |  |        |        |
|  | 우루과이                    | 0                          | 브라질                      | 1     |            |            |                       |                       |          |          |  |  |        |        |
|  | 6월 30일 - 브라질리아       |                            | 브라질                      | 1     |            |            |                       |                       |          |          |  |  |        |        |
|  |                             | 독일                       | 7                           |       |            |            |                       |                       |          |          |  |  |        |        |
|  | 프랑스                      | 독일                       | 7                           | 2     |            |            |                       |                       |          |          |  |  |        |        |
|  | 프랑스                      | 7월 4일 - 히우 지 자네이루 |                             | 2     |            |            |                       |                       |          |          |  |  |        |        |
|  | 나이지리아                  | 0                          |                             |       |            |            |                       |                       |          |          |  |  |        |        |
|  | 나이지리아                  | 0                          | 프랑스                      | 0     |            |            |                       |                       |          |          |  |  |        |        |
|  | 6월 30일 - 포르투 알레그리  |                            | 프랑스                      | 0     |            |            |                       |                       |          |          |  |  |        |        |
|  |                             | 독일                       | 1                           |       |            |            |                       |                       |          |          |  |  |        |        |
|  | 독일 (연)                   | 독일                       | 1                           | 2     |            |            |                       |                       |          |          |  |  |        |        |
|  | 독일 (연)                   |                            | 7월 13일 - 히우 지 자네이루 | 2     |            |            |                       |                       |          |          |  |  |        |        |
|  | 알제리                      | 1                          |                             |       |            |            |                       |                       |          |          |  |  |        |        |
|  | 알제리                      | 1                          | 독일 (연)                   | 1     |            |            |                       |                       |          |          |  |  |        |        |
|  | 6월 29일 - 포르탈레자       |                            | 독일 (연)                   | 1     |            |            |                       |                       |          |          |  |  |        |        |
|  |                             | 아르헨티나                 | 0                           |       |            |            |                       |                       |          |          |  |  |        |        |
|  | 스페인 (연)                 | 아르헨티나                 | 0                           | 3     |            |            |                       |                       |          |          |  |  |        |        |
|  | 스페인 (연)                 | 7월 5일 - 사우바도르       |                             | 3     |            |            |                       |                       |          |          |  |  |        |        |
|  | 멕시코                      | 1                          |                             |       |            |            |                       |                       |          |          |  |  |        |        |
|  | 멕시코                      | 1                          | 스페인 (승)                 | 0 (4) |            |            |                       |                       |          |          |  |  |        |        |
|  | 6월 29일 - 헤시피           |                            | 스페인 (승)                 | 0 (4) |            |            |                       |                       |          |          |  |  |        |        |
|  |                             | 코스타리카                 | 0 (3)                       |       |            |            |                       |                       |          |          |  |  |        |        |
|  | 코스타리카 (승)             | 코스타리카                 | 0 (3)                       | 1 (5) |            |            |                       |                       |          |          |  |  |        |        |
|  | 코스타리카 (승)             |                            | 7월 9일 - 상파울루          | 1 (5) |            |            |                       |                       |          |          |  |  |        |        |
|  | 그리스                      | 1 (3)                      |                             |       |            |            |                       |                       |          |          |  |  |        |        |
|  | 그리스                      | 1 (3)                      | 스페인                      | 1     |            |            |                       |                       |          |          |  |  |        |        |
|  | 7월 1일 - 상파울루          |                            | 스페인                      | 1     |            |            |                       |                       |          |          |  |  |        |        |
|  |                             | 아르헨티나                 | 2                           |       | 3위 결정전 | 3위 결정전 |                       |                       |          |          |  |  |        |        |
|  | 아르헨티나 (연)             | 아르헨티나                 | 2                           | 1     | 3위 결정전 | 3위 결정전 |                       |                       |          |          |  |  |        |        |
|  | 아르헨티나 (연)             | 7월 5일 - 브라질리아       | 7월 5일 - 브라질리아        | 1     |            |            | 7월 12일 - 브라질리아 | 7월 12일 - 브라질리아 |          |          |  |  |        |        |
|  | 스위스                      | 7월 5일 - 브라질리아       | 7월 5일 - 브라질리아        | 0     |            |            | 7월 12일 - 브라질리아 | 7월 12일 - 브라질리아 |          |          |  |  |        |        |
|  | 스위스                      | 아르헨티나                 | 1                           | 0     | 브라질     | 0          |                       |                       |          |          |  |  |        |        |
|  | 7월 1일 - 사우바도르        | 아르헨티나                 | 1                           |       | 브라질     | 0          |                       |                       |          |          |  |  |        |        |
|  |                             | 벨기에                     | 0                           |       | 스페인     | 3          |                       |                       |          |          |  |  |        |        |
|  | 벨기에 (연)                 | 벨기에                     | 0                           | 2     | 스페인     | 3          |                       |                       |          |          |  |  |        |        |
|  | 벨기에 (연)                 |                            |                             | 2     |            |            |                       |                       |          |          |  |  |        |        |
|  | 미국                        | 1                          |                             |       |            |            |                       |                       |          |          |  |  |        |        |
|  | 미국                        | 1                          |                             |       |            |            |                       |                       |          |          |  |  |        |        |

## 16강전

### 브라질 vs 칠레

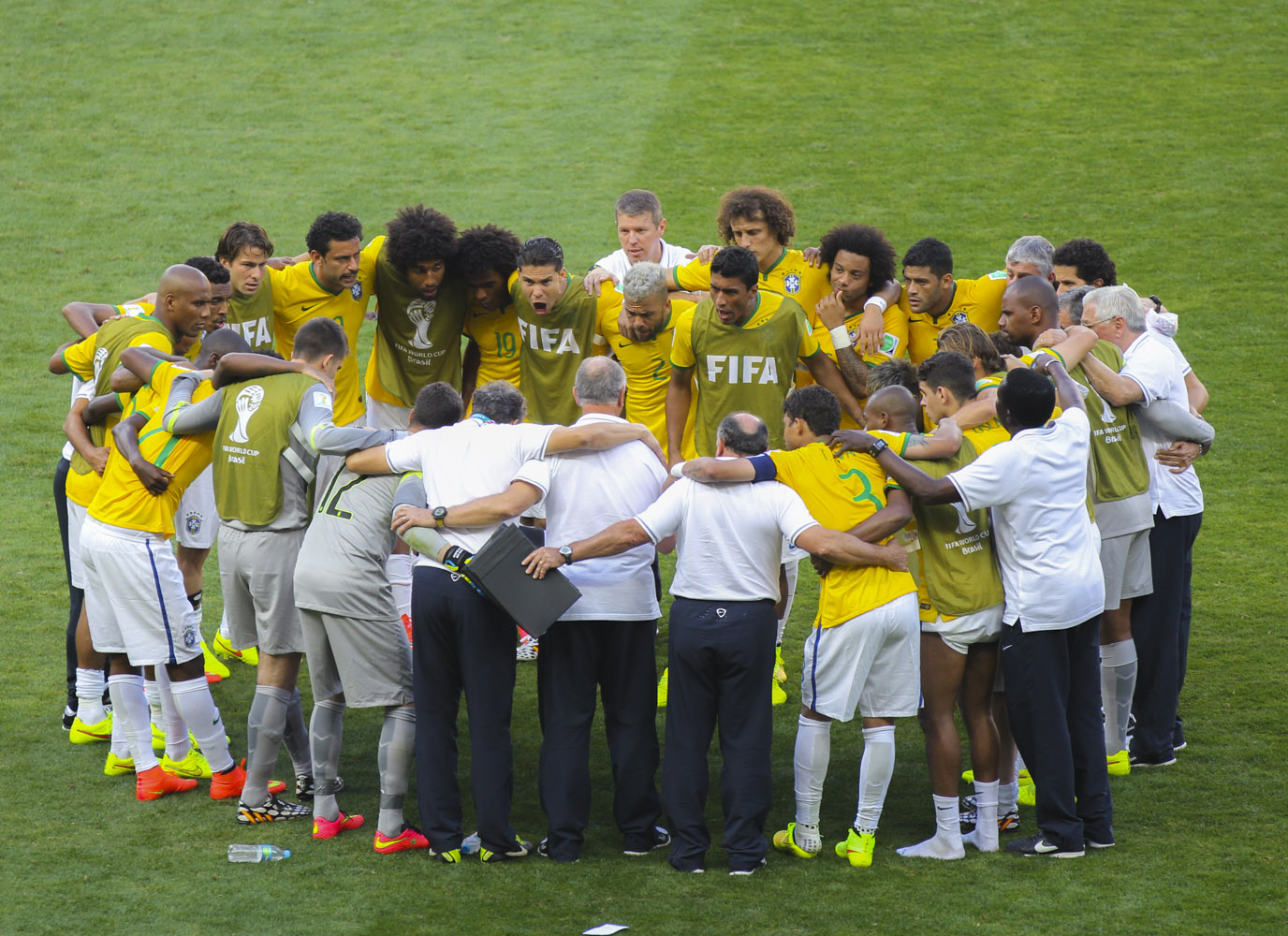
작전 논의를 위해 모인 브라질 선수들

양국은 총 68번의 맞대결을 펼쳤고, 이 중 3번의 FIFA 월드컵 결선 토너먼트에서 벌였고, 모든 경우에서 브라질이 승리를 거두었었다. (1962년 준결승전: 4-2; 1998년 16강전: 4-1; 2010년 16강전: 3-0)
브라질은 치아구 시우바가 굴절시킨 공을 다비드 루이스가 허벅지로 밀어넣어 선제골을 기록했다. 다시보기에서는 칠레 수비수 곤살로 하라가 골망을 가르기 전에 공을 굴절시킨 것처럼 나왔지만, FIFA는 이를 하라의 자책골이 아닌 루이스의 골로 기록하였다. 칠레는 브라질 진영에서 헐크가 밖에서 던져진 공을 받은 것을 에두아르도 바르가스가 빼앗아 알렉시스 산체스의 동점골로 연결시켰다.
후반전에는 하워드 웹이 헐크가 공을 제어하기 위해 팔을 썼다 판단해 득점을 취소하고 카드를 대신 보였다. 이후에 브라질이 경기를 지배하고 헐크가 클라우디오 브라보로 하여금 무난한 선방을 하도록 만드는 가운데, 득점 기회가 줄어들었고, 경기는 연장전으로 이어졌다. 득점에 가장 근접한 순간은 막판 몇초를 남기고 나왔는데, 마우리시오 피니야가 쏜 공은 골대를 맞았다. 승부차기는 양팀이 4명의 주자를 내보낸 가운데 2-2 동률을 이루었는데, 이 과정에서 브라질의 줄리우 세자르는 피니야와 산체스의 공을 막았고, 윌리앙은 실축하였고, 헐크의 시도는 브라보에 막혔다. 브라질은 5번째 주자인 네이마르가 골망을 가르는 가운데, 칠레가 필히 득점해야 할 상황에서, 하라는 골대 안쪽을 강타하였다. 브라질은 8강에 진출해 콜롬비아를 상대하게 되었다.
그 결과 칠레는 결선 토너먼트에 진출한 네 차례의 FIFA 월드컵에서 모두 브라질에게 탈락했었다.
| 브라질                                              | 1 – 1 (연장전) | 칠레                                       |
| --------------------------------------------------- | -------------- | ------------------------------------------ |
| 다비드 루이스 18′                                   | 리포트         | 32′ 산체스                                 |
| 승부차기                                            |                |                                            |
| 다비드 루이스 · 윌리앙 · 마르셀루 · 헐크 · 네이마르 | 3 – 2          | 피니야 · 산체스 · 아랑기스 · 디아스 · 하라 |

| 브라질 | 칠레 |

| GK                     | 12 | 줄리우 세자르        |        |      |
| RB                     | 2  | 다니 아우베스        | 105+1′ |      |
| CB                     | 3  | 치아구 시우바 (주장) |        |      |
| CB                     | 4  | 다비드 루이스        |        |      |
| LB                     | 6  | 마르셀루             |        |      |
| DM                     | 5  | 페르난지뉴           |        | 72′  |
| DM                     | 17 | 루이스 구스타부      | 60′    |      |
| RW                     | 7  | 헐크                 | 55′    |      |
| AM                     | 11 | 오스카르             |        | 106′ |
| LW                     | 10 | 네이마르             |        |      |
| CF                     | 9  | 프레드               |        | 64′  |
| 교체 선수:             |    |                      |        |      |
| FW                     | 21 | 조                   | 93′    | 64′  |
| MF                     | 16 | 하미리스             |        | 72′  |
| MF                     | 19 | 윌리앙               |        | 106′ |
| 감독:                  |    |                      |        |      |
| 루이스 펠리피 스콜라리 |    |                      |        |      |

| GK              | 1  | 클라우디오 브라보 (주장) |      |      |
| CB              | 5  | 프란시스코 실바          | 40′  |      |
| CB              | 17 | 가리 메델                |      | 108′ |
| CB              | 18 | 곤살로 하라              |      |      |
| RWB             | 4  | 마우리시오 이슬라        |      |      |
| LWB             | 2  | 에우헤니오 메나          | 17′  |      |
| CM              | 20 | 차를레스 아랑기스        |      |      |
| CM              | 21 | 마르셀로 디아스          |      |      |
| AM              | 8  | 아르투로 비달            |      | 87′  |
| CF              | 7  | 알렉시스 산체스          |      |      |
| CF              | 11 | 에두아르도 바르가스      |      | 57′  |
| 교체 선수:      |    |                          |      |      |
| MF              | 16 | 펠리페 구티에레스        |      | 57′  |
| FW              | 9  | 마우리시오 피니야        | 102′ | 87′  |
| DF              | 13 | 호세 로하스              |      | 108′ |
| 감독:           |    |                          |      |      |
| 호르헤 삼파올리 |    |                          |      |      |

| 최우수 선수: 줄리우 세자르 (브라질) 부심: 마이크 물라키 (잉글랜드) 대런 칸 (잉글랜드) 대기심: 펠릭스 브리히 (독일) 후보 대기심: 마크 보어슈 (독일) |

### 콜롬비아 vs 우루과이

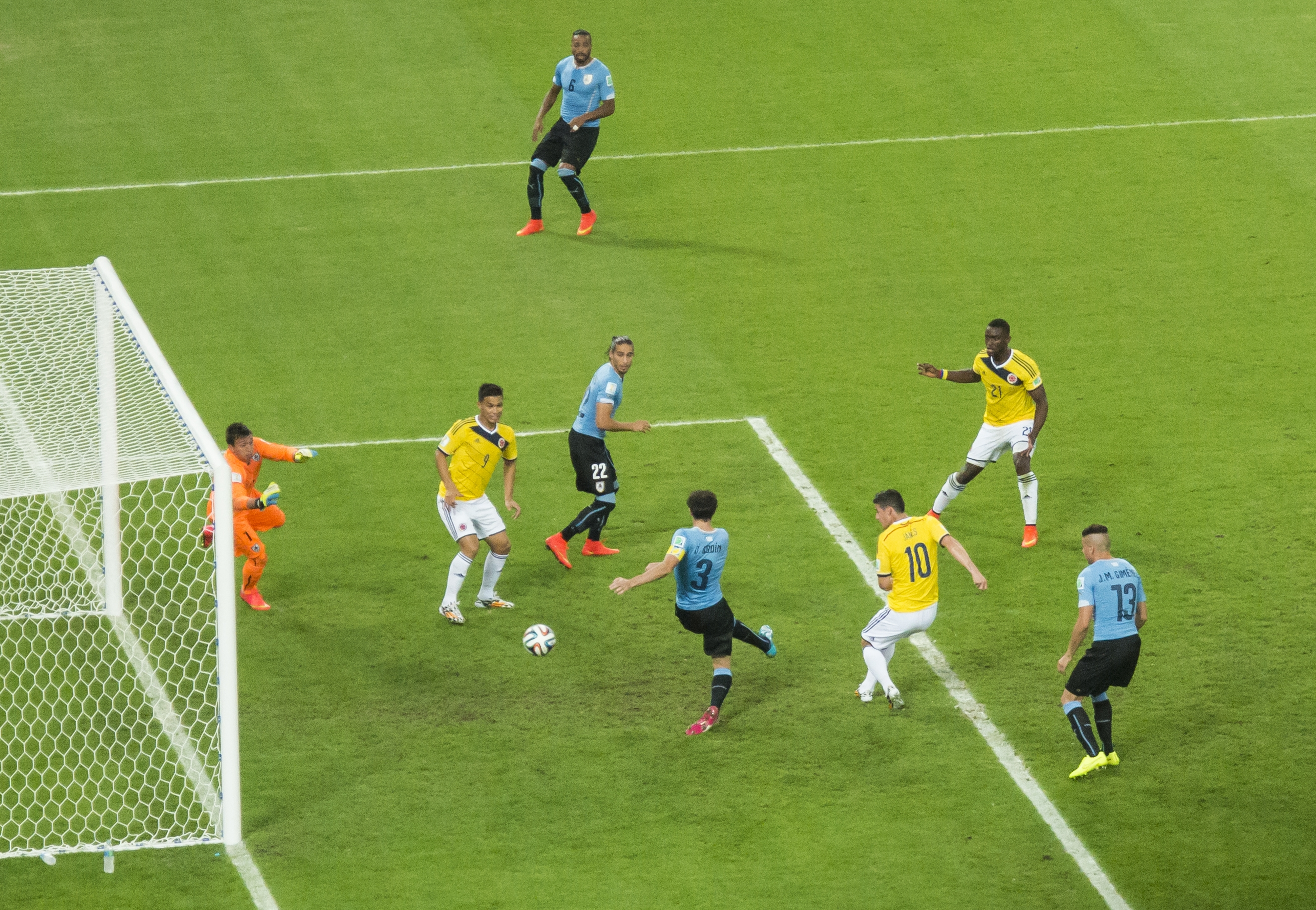
우루과이를 상대로 두번째 득점을 성공시키는 하메스 로드리게스

양국은 38차례의 맞대결을 펼쳤고, 이 중 한번은 우루과이가 2-1로 이긴 1962년 FIFA 월드컵의 조별 리그 경기였다. 가장 최근에 양국이 벌인 맞대결은 2014년 FIFA 월드컵 예선전 경기로, 양국이 안방에서 승리를 나누어 가져갔는데, 콜롬비아는 4-0으로, 우루과이는 2-0으로 이겼었다. 우루과이 공격수 루이스 수아레스는 조별 리그 최종전에서 이탈리아 수비수 조르조 키엘리니를 깨문 사건에 연루되어 FIFA로부터 9경기 출장 정지 징계를 받아 뛰지 않았다.
콜롬비아는 하메스 로드리게스의 두골에 힘입어 2-0으로 이겼는데, 첫골은 28분 아벨 아길라르가 머리로 전달한 공을 가슴으로 받아 22미터 지점에서 왼발로 공이 지면에 닿기 전에 때려넣었고, 공은 골대 아래를 맞고 들어갔고, 그는 연말에 이 골로 FIFA 푸슈카시상을 받았다. 2번째 골은 50분에 나왔는데, 5.5미터의 근거리에서 우측의 후안 콰드라도의 머리로부터 받은 공으로 기록한 골이었다.
콜롬비아는 사상 첫 8강 진출을 달성하여, 브라질을 상대하게 되었다.
| 콜롬비아            | 2 – 0  | 우루과이 |
| ------------------- | ------ | -------- |
| 로드리게스 28′, 50′ | 리포트 |          |

| 콜롬비아 | 우루과이 |

| GK            | 1  | 다비드 오스피나        |     |     |
| RB            | 18 | 후안 카밀로 수니가     |     |     |
| CB            | 2  | 크리스티안 사파타      |     |     |
| CB            | 3  | 마리오 예페스 (주장)   |     |     |
| LB            | 7  | 파블로 아르메로        | 78′ |     |
| RM            | 11 | 후안 콰드라도          |     | 81′ |
| CM            | 8  | 아벨 아길라르          |     |     |
| CM            | 6  | 카를로스 산체스 모레노 |     |     |
| LM            | 10 | 하메스 로드리게스      |     | 85′ |
| CF            | 9  | 테오필로 구티에레스    |     | 68′ |
| CF            | 21 | 작손 마르티네스        |     |     |
| 교체 선수:    |    |                        |     |     |
| MF            | 15 | 알렉산데르 메히아      |     | 68′ |
| MF            | 13 | 프레디 과린            |     | 81′ |
| FW            | 19 | 아드리안 라모스        |     | 85′ |
|               |    |                        |     |     |
| 감독:         |    |                        |     |     |
| 호세 페케르만 |    |                        |     |     |

| GK                | 1  | 페르난도 무슬레라     |     |     |
| RB                | 22 | 마르틴 카세레스       |     |     |
| CB                | 13 | 호세 히메네스         | 55′ |     |
| CB                | 3  | 디에고 고딘 (주장)    |     |     |
| LB                | 6  | 알바로 페레이라       |     | 53′ |
| RM                | 16 | 막시 페레이라         |     |     |
| CM                | 20 | 알바로 곤살레스       |     | 67′ |
| CM                | 17 | 에히디오 아레발로     |     |     |
| LM                | 7  | 크리스티안 로드리게스 |     |     |
| SS                | 21 | 에딘손 카바니         |     |     |
| CF                | 10 | 디에고 포를란         |     | 53′ |
| 교체 선수:        |    |                       |     |     |
| FW                | 11 | 크리스티안 스투아니   |     | 53′ |
| MF                | 18 | 가스톤 라미레스       |     | 53′ |
| FW                | 8  | 아벨 에르난데스       |     | 67′ |
| DF                | 2  | 디에고 루가노         | 77′ |     |
| 감독:             |    |                       |     |     |
| 오스카르 타바레스 |    |                       |     |     |

| 최우수 선수: 하메스 로드리게스 (콜롬비아) 부심: 에르빈 제인스트라 (네덜란드) 산더르 판 뢰켈 (네덜란드) 대기심: 스베인 오드바르 모엔 (노르웨이) 후보 대기심: 심 헤겔룬 (노르웨이) |

참고
1. ↑  경기에 투입되지 않았으나, 대기 중에 경고를 받았다.

### 네덜란드 vs 멕시코
양국은 6차례 서로를 상대한 경험이 있는데, 한번은 1998년 FIFA 월드컵 조별 리그 경기로, 2-2로 비겼다. 멕시코의 미드필더 호세 후안 바스케스는 경고 누적으로 이 경기에 결장하였다.
후반전이 시작된 지 얼마 지나지 않아 조바니 도스 산토스는 네덜란드가 잘못 걷어낸 공을 페널티 구역 외곽에서 왼발로 공이 지면에 착지하기 전에 때려 선제골을 넣었다. 멕시코는 88분까지 앞서나갔는데, 이때 네덜란드의 코너킥은 교체로 들어간 클라스얀 휜텔라르가 머리로 베슬레이 스네이더르로, 14.5미터 동점골로 연결되었다. 얼마 지나지 않아 추가 시간이 끝나갈 무렵, 네덜란드의 아르연 로번이 페널티 구역으로 공을 끌고 가다 페널티 구역 우측에서 라파엘 마르케스에 걸려 넘어졌고, 휜텔라르는 이렇게 얻은 페널티킥을 좌측 하단으로 차 네덜란드의 결승골을 넣었다. 네덜란드는 8강에 진출해 코스타리카를 맞이하게 되었고, 멕시코는 6대회 연속으로 16강에서 탈락했다.
이 경기는 FIFA 월드컵 역사상 처음으로 급수 휴식이 주어졌는데, 당시 기온이 섭씨 32도에 육박했고, 습도도 68% 수준이었다.
| 네덜란드                                   | 2 – 1  | 멕시코          |
| ------------------------------------------ | ------ | --------------- |
| 스네이더르 88′ · 휜텔라르 90+4′ (페널티골) | 리포트 | 48′ 도스 산토스 |

| 네덜란드 | 멕시코 |

| GK         | 1  | 야스퍼 실러선         |  |     |
| RB         | 12 | 파울 페르하흐         |  | 56′ |
| CB         | 2  | 론 플라르             |  |     |
| CB         | 3  | 스테판 더 프레이      |  |     |
| LB         | 5  | 데일리 블린트         |  |     |
| CM         | 15 | 디르크 카위트         |  |     |
| CM         | 6  | 나이젤 더 용          |  | 9′  |
| CM         | 20 | 조르지니오 베이날뒴   |  |     |
| AM         | 10 | 베슬레이 스네이더르   |  |     |
| CF         | 11 | 아르연 로번           |  |     |
| CF         | 9  | 로빈 판 페르시 (주장) |  | 76′ |
| 교체 선수: |    |                       |  |     |
| DF         | 4  | 브루누 마르팅스 인디  |  | 9′  |
| MF         | 21 | 멤피스 데파이         |  | 56′ |
| FW         | 19 | 클라스얀 휜텔라르     |  | 76′ |
| 감독:      |    |                       |  |     |
| 루이 판 할 |    |                       |  |     |

| GK          | 13 | 기예르모 오초아        |       |     |
| CB          | 2  | 프란시스코 로드리게스  |       |     |
| CB          | 4  | 라파엘 마르케스 (주장) | 90+2′ |     |
| CB          | 15 | 엑토르 모레노          |       | 46′ |
| RWB         | 22 | 파울 아길라르          | 69′   |     |
| LWB         | 7  | 미겔 라윤              |       |     |
| CM          | 6  | 엑토르 에레라          |       |     |
| CM          | 3  | 카를로스 살시도        |       |     |
| CM          | 18 | 안드레스 과르다도      | 90+3′ |     |
| CF          | 10 | 조바니 도스 산토스     |       | 61′ |
| CF          | 19 | 오리베 페랄타          |       | 75′ |
| 교체 선수:  |    |                        |       |     |
| DF          | 5  | 디에고 레예스          |       | 46′ |
| MF          | 20 | 하비에르 아키노        |       | 61′ |
| FW          | 14 | 하비에르 에르난데스    |       | 75′ |
| 감독:       |    |                        |       |     |
| 미겔 에레라 |    |                        |       |     |

| 최우수 선수: 기예르모 오초아 (멕시코) 부심: 베르티누 미란다 (포르투갈) 티아구 트리구 (포르투갈) 대기심: 카를로스 베라 (에콰도르) 후보 대기심: 비론 로메로 (에콰도르) |

### 코스타리카 vs 그리스

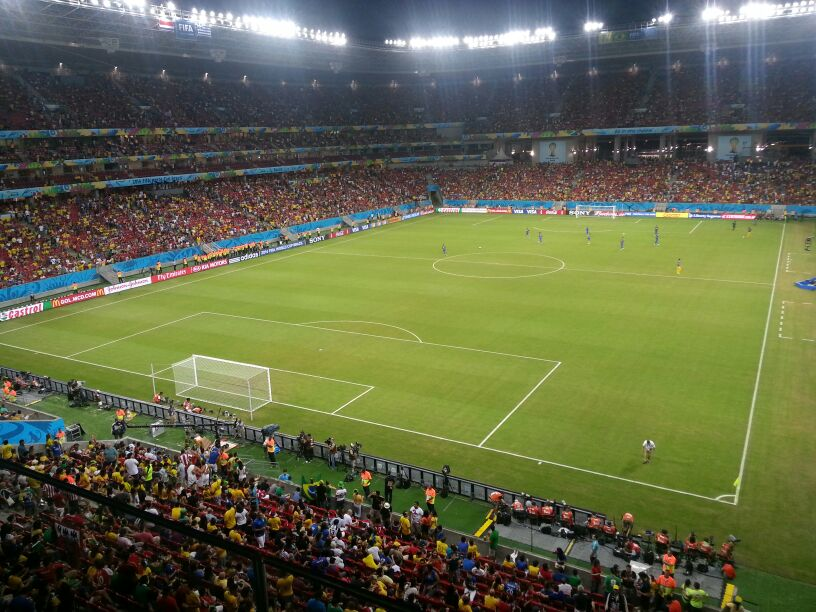
경기가 열린 아레나 페르남부쿠의 전경

양국의 맞대결 전적은 없다. 이 경기는 그리스가 치른 FIFA 월드컵 결선 토너먼트 첫 경기였다.
브라이언 루이스가 52분, 크리스티안 볼라뇨스의 패스를 받아 페널티 구역 외곽에서 왼발로 낮게 깔아차 오른쪽 구석의 골망을 흔들었고, 그리스의 오레스티스 카르네지스는 꼼짝도 못했다. 코스타리카는 오스카르 두아르테가 경고 누적으로 퇴장당해 10명으로 줄면서 수적 열세에 놓였다. 소크라티스 파파스타토풀로스는 6.5미터 지점에서 코스타리카의 케일러 나바스 골키퍼가 쳐낸 테오파니스 게카스의 공을 가로채 동점골을 기록했다. 연장전에서는 양국이 모두 침묵하여, 승부차기를 통해 다음 라운드 진출국이 정해졌다. 승부차기 직전의 휴식 시간동안 그리스의 페르난두 산투스 감독은 주심과 언쟁을 벌이다 퇴장당했다. 승부차기에서 나바스는 게카스의 슛을 막았고, 미차엘 우마냐가 골키퍼 우측을 높게 쏘아 넣어 코스타리카의 8강행을 확정지었다.
코스타리카는 이번 대회에 사상 첫 FIFA 월드컵 8강 진출을 달성했고, 여기서 네덜란드를 만났다.
| 코스타리카                                   | 1 – 1 (연장전) | 그리스                                              |
| -------------------------------------------- | -------------- | --------------------------------------------------- |
| 루이스 52′                                   | 리포트         | 90+1′ 파파스타토풀로스                              |
| 승부차기                                     |                |                                                     |
| 보르헤스 · 루이스 · 곤살레스 · 캠벨 · 우마냐 | 5 – 3          | 미트로글루 · 흐리스토둘로풀로스 · 홀레바스 · 게카스 |

| 코스타리카 | 그리스 |

| GK                 | 1  | 케일러 나바스          | 90′     |     |
| CB                 | 6  | 오스카르 두아르테      | 42′ 66′ |     |
| CB                 | 3  | 히안카를로 곤살레스    |         |     |
| CB                 | 4  | 미차엘 우마냐          |         |     |
| RWB                | 16 | 크리스티안 감보아      |         | 77′ |
| LWB                | 15 | 후니오르 디아스        |         |     |
| CM                 | 5  | 셀소 보르헤스          |         |     |
| CM                 | 17 | 옐친 테헤다            | 48′     | 66′ |
| RW                 | 10 | 브라이언 루이스 (주장) | 70′     |     |
| LW                 | 7  | 크리스티안 볼라뇨스    |         | 83′ |
| CF                 | 9  | 조엘 캠벨              |         |     |
| 교체 선수:         |    |                        |         |     |
| MF                 | 22 | 호세 미겔 쿠베로       |         | 66′ |
| DF                 | 2  | 호니 아코스타          |         | 77′ |
| FW                 | 14 | 란달 브레네스          |         | 83′ |
| MF                 | 13 | 에스테반 그라나도스    | 57′     |     |
| 감독:              |    |                        |         |     |
| 호르헤 루이스 핀토 |    |                        |         |     |

| GK              | 1               | 오레스티스 카르네지스        |        |     |
| RB              | 15              | 바실리스 토로시디스          |        |     |
| CB              | 4               | 코스타스 마놀라스            | 72′    |     |
| CB              | 19              | 소크라티스 파파스타토풀로스  |        |     |
| LB              | 20              | 호세 홀레바스                |        |     |
| DM              | 10              | 요르기오스 카라구니스 (주장) |        |     |
| CM              | 2               | 요아니스 마니아티스          |        | 78′ |
| CM              | 22              | 안드레아스 사마리스          | 36′    | 58′ |
| RW              | 14              | 디미트리스 살핑기디스        |        | 69′ |
| LW              | 16              | 라자로스 흐리스토둘로풀로스  |        |     |
| CF              | 7               | 요르기오스 사마라스          |        |     |
| 교체 선수:      |                 |                              |        |     |
| FW              | 9               | 콘스탄티노스 미트로글루      |        | 58′ |
| FW              | 17              | 테오파니스 게카스            |        | 69′ |
| MF              | 21              | 코스타스 카추라니스          |        | 78′ |
| 감독:           |                 |                              |        |     |
| 페르난두 산투스 | 페르난두 산투스 | 페르난두 산투스              | 120+1′ |     |

| 최우수 선수: 케일러 나바스 (코스타리카) 부심: 하칸 아나즈 (오스트레일리아) 매슈 크림 (오스트레일리아) 대기심: 나와프 슈크랄라 (바레인) 후보 대기심: 야세르 툴레파트 (바레인) |

참고
1. ↑  경기에 투입되지 않았으나, 대기 중에 경고를 받았다.

### 프랑스 vs 나이지리아
양국은 2009년 친선전에 한 차례 대결을 펼친 적이 있는데, 당시 나이지리아가 1-0으로 이겼다.
폴 포그바는 전반전에 최고의 득점 기회를 잡았지만, 오른발로 찬 떨어지는 공은 빈센트 에니에아마 손에 잡혔다. 후반전에 요안 카바예가 슛을 시도했지만 골대를 맞았다. 무득점 침묵은 11분을 남겨놓은 상황에 포그바가 마티외 발뷔에나의 좌측 코너킥을 밀어넣고 에니에아마가 예측을 못하면서 끝났다. 추가 시간에는 프랑스가 발뷔에나의 크로스를 앙투안 그리즈만이 받았는데 압박받은 조지프 요보가 자기 진영의 골망에 공을 넣어 추가골을 득점하였다.
프랑스는 8강에 올라 독일을 만났고, 나이지리아는 결선 토너먼트에 진출한 세번의 FIFA 월드컵 대회에서 모두 16강에 탈락하였다.
| 프랑스                           | 2 – 0  | 나이지리아 |
| -------------------------------- | ------ | ---------- |
| 포그바 79′ · 요보 90+2′ (자책골) | 리포트 |            |

| 프랑스 | 나이지리아 |

| GK          | 1  | 위고 요리스 (주장) |     |       |
| RB          | 2  | 마티외 드뷔시      |     |       |
| CB          | 4  | 라파엘 바란        |     |       |
| CB          | 21 | 로랑 코시엘니      |     |       |
| LB          | 3  | 파트리스 에브라    |     |       |
| DM          | 6  | 요안 카바예        |     |       |
| CM          | 19 | 폴 포그바          |     |       |
| CM          | 14 | 블레즈 마튀이디    | 54′ |       |
| RW          | 8  | 마티외 발뷔에나    |     | 90+4′ |
| LW          | 10 | 카림 벤제마        |     |       |
| CF          | 9  | 올리비에 지루      |     | 62′   |
| 교체 선수:  |    |                    |     |       |
| FW          | 11 | 앙투안 그리즈만    |     | 62′   |
| MF          | 18 | 무사 시소코        |     | 90+4′ |
| 감독:       |    |                    |     |       |
| 디디에 데샹 |    |                    |     |       |

| GK          | 1  | 빈센트 에니에아마  |  |     |
| RB          | 5  | 에페 암브로스      |  |     |
| CB          | 2  | 조지프 요보 (주장) |  |     |
| CB          | 13 | 주본 오사니와      |  |     |
| LB          | 22 | 케네스 오메루오    |  |     |
| RM          | 7  | 아흐메드 무사      |  |     |
| CM          | 17 | 오게니 오나지      |  | 59′ |
| CM          | 10 | 존 오비 미켈       |  |     |
| LM          | 11 | 빅터 모지스        |  | 89′ |
| SS          | 8  | 피터 오뎀윙기에    |  |     |
| CF          | 9  | 이매뉴얼 에메니케  |  |     |
| 교체 선수:  |    |                    |  |     |
| MF          | 4  | 루빈 가브리엘      |  | 59′ |
| FW          | 19 | 우체 은워포        |  | 89′ |
| 감독:       |    |                    |  |     |
| 스티븐 케시 |    |                    |  |     |

| 최우수 선수: 폴 포그바 (프랑스) 부심: 마크 허드 (미국) 조 플레처 (캐나다) 대기심: 알리레자 파가니 (이란) 후보 대기심: 하산 캄라니파르 (이란) |

### 독일 vs 알제리

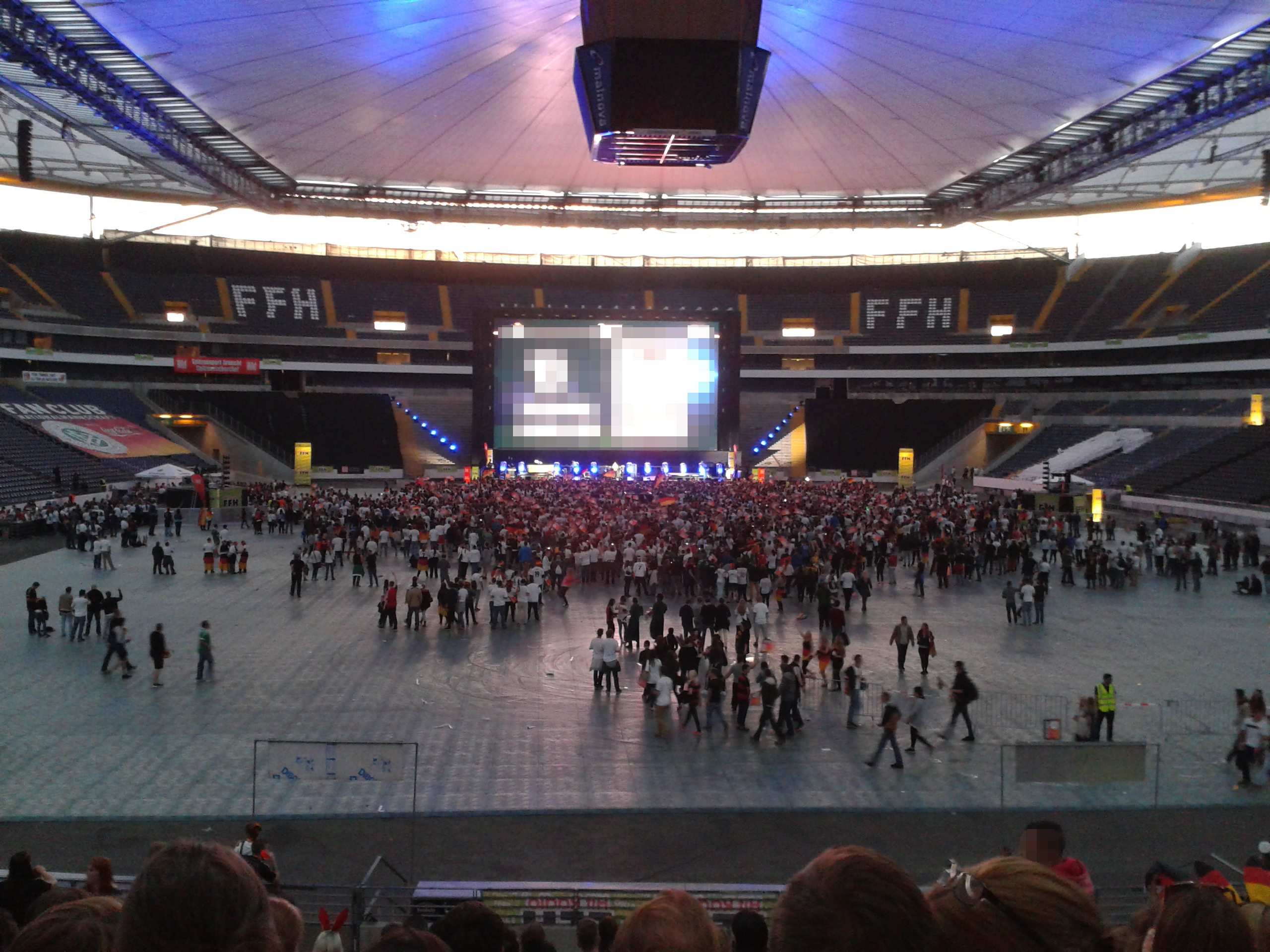
발트슈타디온에서 경기를 관전하는 독일 팬들

양국은 이전에 두번 만난 바 있으며, 1982년 FIFA 월드컵 조별 리그에서 만났을 때에는 알제리아가 서독을 2-1로 이겼었다. 이 경기는 알제리의 FIFA 월드컵 역사상 첫 결선 토너먼트 경기였다.
득점 없이 90분을 보낸 후, 독일은 연장전 시작 2분만에 토마스 뮐러가 좌측에서 내준 크로스를 안드레 쉬를레가 왼발 발꿈치로 마무리해 선제골을 넣었다. 독일은 120분에 메수트 외질이 쉬를레의 슛이 문전에서 막히자 왼발로 높게 쏘아 추가골을 터뜨렸지만, 추가 시간에 알제리 교체 요원 압델무멘 자부가 소피안 페굴리의 크로스를 오른쪽에서 받아 5.5미터에서 왼발로 만회골을 터뜨렸다.
독일은 프랑스를 상대하러 8강으로 진행을 계속하였고, 1954년 대회 이래로 FIFA 월드컵 8강에 개근한 국가가 되었다. 자부가 터뜨린 120분 51초골은 FIFA 월드컵 역사상 가장 늦게 터진 골로 2006년 이탈리아의 알레산드로 델 피에로가 독일을 상대로 넣은 120분 32초의 골 기록을 경신했다.
| 독일                   | 2 – 1 (연장전) | 알제리      |
| ---------------------- | -------------- | ----------- |
| 쉬를레 92′ · 외질 120′ | 리포트         | 120+1′ 자부 |

| 독일 | 알제리 |

| GK          | 1  | 마누엘 노이어           |      |      |
| RB          | 21 | 슈코드란 무스타피       |      | 70′  |
| CB          | 17 | 페어 메르테자커         |      |      |
| CB          | 20 | 제롬 보아텡             |      |      |
| LB          | 4  | 베네딕트 회베데스       |      |      |
| DM          | 16 | 필리프 람 (주장)        | 107′ |      |
| CM          | 7  | 바스티안 슈바인슈타이거 |      | 109′ |
| CM          | 18 | 토니 크로스             |      |      |
| RW          | 8  | 메수트 외질             |      |      |
| LW          | 19 | 마리오 괴체             |      | 46′  |
| CF          | 13 | 토마스 뮐러             |      |      |
| 교체 선수:  |    |                         |      |      |
| MF          | 9  | 안드레 쉬를레           |      | 46′  |
| MF          | 6  | 사미 케디라             |      | 70′  |
| MF          | 23 | 크리스토프 크라머       |      | 109′ |
| 감독:       |    |                         |      |      |
| 요아힘 뢰프 |    |                         |      |      |

| GK                | 23 | 라이스 므볼리         |     |      |
| CB                | 22 | 메흐디 모스테파       |     |      |
| CB                | 4  | 에사이드 벨칼렘       |     |      |
| CB                | 5  | 라피크 할리시 (주장)  | 42′ | 97′  |
| RWB               | 20 | 아이사 만디           |     |      |
| LWB               | 3  | 파우지 굴람           |     |      |
| DM                | 8  | 메드히 라센           |     |      |
| RM                | 19 | 사피르 타이데르       |     | 78′  |
| CM                | 10 | 소피안 페굴리         |     |      |
| LM                | 13 | 이슬람 슬리마니       |     |      |
| CF                | 15 | 엘 아르비 힐렐 수다니 |     | 100′ |
| 교체 선수:        |    |                       |     |      |
| MF                | 11 | 야신 브라히미         |     | 78′  |
| DF                | 2  | 마지드 부게라         |     | 97′  |
| MF                | 18 | 압델무멘 자부         |     | 100′ |
| 감독:             |    |                       |     |      |
| 바히드 할릴호지치 |    |                       |     |      |

| 최우수 선수: 라이스 므볼리 (알제리) 부심: 마르셀루 반 가시 (브라질) 이메르송 지 카르발류 (브라질) 대기심: 왈테르 로페스 (과테말라) 후보 대기심: 레오넬 레알 (코스타리카) |

### 아르헨티나 vs 스위스

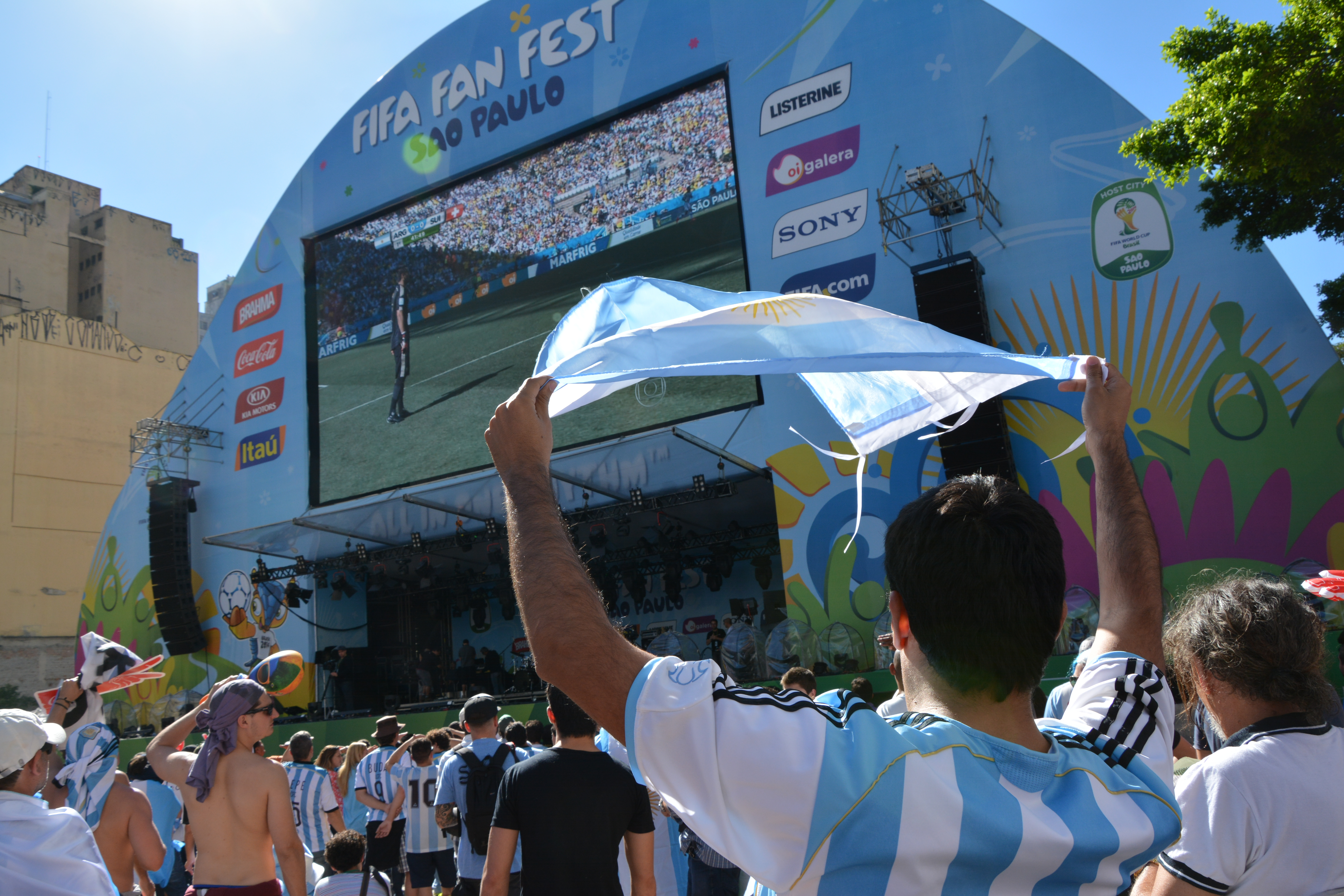
경기 당일, 상파울루의 팬페스트에서 응원하는 아르헨티나 팬

양국은 아르헨티나가 2-0으로 이긴 1966년 FIFA 월드컵 조별 리그를 포함하여 6번 경기를 펼쳤었다.
경기는 연장전까지 가는 접전이었고, 앙헬 디 마리아가 2분을 남겨놓은 상황에서 리오넬 메시가 쇄도하여 찔러넣은 패스를 앙헬 디 마리아가 페널티 구역 우측에서 결승골을 기록하였다. 스위스는 연장전 추가 시간에 동점골을 넣을 기회를 잡기도 했지만, 블레림 제마일리가 머리로 가한 공은 골대를 치고 튀어나온 공을 다시 찼지만 크게 벗어났다. 아르헨티나는 벨기에를 상대하러 8강에 올라갔다.
| 아르헨티나     | 1 – 0 (연장전) | 스위스 |
| -------------- | -------------- | ------ |
| 디 마리아 118′ | 리포트         |        |

| 아르헨티나 | 스위스 |

| GK                | 1  | 세르히오 로메로     |        |        |
| RB                | 4  | 파블로 사발레타     |        |        |
| CB                | 17 | 페데리코 페르난데스 |        |        |
| CB                | 2  | 에세키엘 가라이     | 120+4′ |        |
| LB                | 16 | 마르코스 로호       | 90′    | 105+1′ |
| CM                | 5  | 페르난도 가고       |        | 106′   |
| CM                | 14 | 하비에르 마스체라노 |        |        |
| CM                | 7  | 앙헬 디 마리아      | 120′   |        |
| AM                | 10 | 리오넬 메시 (주장)  |        |        |
| SS                | 22 | 에세키엘 라베시     |        | 74′    |
| CF                | 9  | 곤살로 이과인       |        |        |
| 교체 선수:        |    |                     |        |        |
| FW                | 18 | 로드리고 팔라시오   |        | 74′    |
| DF                | 23 | 호세 마리아 바산타  |        | 105+1′ |
| MF                | 6  | 루카스 비글리아     |        | 106′   |
| 감독:             |    |                     |        |        |
| 알레한드로 사벨라 |    |                     |        |        |

| GK                | 1  | 디에고 베날리오       |     |      |
| RB                | 2  | 슈테판 리히트슈타이너 |     |      |
| CB                | 20 | 요안 주루             |     |      |
| CB                | 22 | 파비안 셰어           |     |      |
| LB                | 13 | 리카르도 로드리게스   |     |      |
| CM                | 11 | 발론 베흐라미         |     |      |
| CM                | 8  | 괴칸 인러 (주장)      |     |      |
| RW                | 23 | 제르단 샤치리         |     |      |
| AM                | 10 | 그라니트 자카         | 36′ | 66′  |
| LW                | 18 | 아드미르 메흐메디     |     | 113′ |
| CF                | 19 | 요시프 드르미치       |     | 82′  |
| 교체 선수:        |    |                       |     |      |
| MF                | 16 | 젤송 페르난드스       | 73′ | 66′  |
| MF                | 9  | 하리스 세페로비치     |     | 82′  |
| MF                | 15 | 블레림 제마일리       |     | 113′ |
| 감독:             |    |                       |     |      |
| 오트마어 히츠펠트 |    |                       |     |      |

| 최우수 선수: 리오넬 메시 (아르헨티나) 부심: 다니엘 베른마르크 (스웨덴) 마티아스 클라세니우스 (스웨덴) 대기심: 스베인 오드바르 모엔 (노르웨이) 후보 대기심: 심 헤겔룬 (노르웨이) |

### 벨기에 vs 미국
양국은 5번 만난 전적이 있으며, 이 중 한번은 가장 먼저 치러진 1930년 FIFA 월드컵 조별 리그의 두 경기 중 한 경기로, 미국이 3-0으로 이겼었다. 2014년 6월 12일, 양국은 상파울루에서 비공식 친선전을 펼칠 예정이었으나, 개막식과 개막전으로 인한 교통 문제로 인해 취소되었다. 벨기에는 앞서 대한민국과의 조별 리그 최종전에서 미드필더 스테번 드푸르를 퇴장으로 잃었다.
벨기에가 지배한 경기였지만, 정규 시간 90분동안 미국 수문장 팀 하워드에 가로막혔고, 추가 시간에 미국의 공격수 크리스 원돌로우스키가 4.5미터 지점에서 절호의 득점 기회를 놓쳤다. 따라서, 경기는 연장전으로 이어졌고, 벨기에는 2분도 채 되지 않아 선제골을 넣었다. 연장전 시작과 함께 잔디를 밟은 로멜루 루카쿠가 페널티 구역 안으로 크로스를 했는데, 맷 비슬러가 잘못 걷어내 케빈 더 브라위너가 오른쪽 페널티 구역에서 낮게 반대쪽 구석으로 집어넣었다. 연장 전반이 끝나갈 무렵 더 브라위너는 루카쿠에 공을 띄워 왼발로 골망을 흔들어 점수차를 늘리게 했다. 미국은 연장 후반에 한골을 만회했는데, 줄리언 그린이 마이클 브래들리가 발등으로 넘긴 공을 오른발로 페널티 구역 근처에서 득점했다. 몇분 후, 미국은 프리킥 상황에 클린트 뎀프시가 문전을 공략해 승부를 원점으로 돌릴 뻔 했으나, 힘 조절이 안되어 벨기에 골키퍼 티보 쿠르투아에 막혔다. 벨기에는 점수차를 지켜 이겼고, 8강에 아르헨티나를 상대하러 올라갔다.
벨기에가 8강행 막차를 타면서, 2014년 FIFA 월드컵은 1998년 대회 이후 처음으로 각 조의 1위가 모두 8강에 오른 사상 첫 대회가 되었다. 미국의 수문장 팀 하워드는 이 경기에서만 15번의 선방을 기록해 FIFA가 1966년부터 선방 횟수를 기록하기 시작한 이래 역대 최다를 기록했다. 줄리언 그린은 2014년 FIFA 월드컵의 최연소 득점자로 이름을 올렸다.
| 벨기에                        | 2 – 1 (연장전) | 미국      |
| ----------------------------- | -------------- | --------- |
| 더 브라위너 93′ · 루카쿠 105′ | 리포트         | 107′ 그린 |

| 벨기에 | 미국 |

| GK            | 1  | 티보 쿠르투아       |     |      |
| RB            | 2  | 토비 알데르베이럴트 |     |      |
| CB            | 15 | 다니엘 판 바위턴    |     |      |
| CB            | 4  | 뱅상 콩파니 (주장)  | 42′ |      |
| LB            | 5  | 얀 페르통언         |     |      |
| CM            | 6  | 악셀 위첼           |     |      |
| CM            | 8  | 마루안 펠라이니     |     |      |
| RW            | 14 | 드리스 메르턴스     |     | 60′  |
| AM            | 7  | 케빈 더 브라위너    |     |      |
| LW            | 10 | 에덴 아자르         |     | 111′ |
| CF            | 17 | 디보크 오리기       |     | 91′  |
| 교체 선수:    |    |                     |     |      |
| MF            | 11 | 케빈 미라야스       |     | 60′  |
| FW            | 9  | 로멜루 루카쿠       |     | 91′  |
| MF            | 22 | 나세르 샤들리       |     | 111′ |
| 감독:         |    |                     |     |      |
| 마르크 빌모츠 |    |                     |     |      |

| GK              | 1  | 팀 하워드            |     |        |
| RB              | 23 | 파비안 존슨          |     | 32′    |
| CB              | 3  | 오마르 곤살레스      |     |        |
| CB              | 5  | 맷 비슬러            |     |        |
| LB              | 7  | 다마커스 비즐리      |     |        |
| DM              | 20 | 제프 캐머런          | 18′ |        |
| CM              | 13 | 저메인 존스          |     |        |
| CM              | 4  | 마이클 브래들리      |     |        |
| RW              | 19 | 그레이엄 주시        |     | 72′    |
| LW              | 11 | 알레한드로 베도야    |     | 105+2′ |
| CF              | 8  | 클린트 뎀프시 (주장) |     |        |
| 교체 선수:      |    |                      |     |        |
| DF              | 2  | 디앤드리 예들린      |     | 32′    |
| FW              | 18 | 크리스 원돌로우스키  |     | 72′    |
| MF              | 16 | 줄리언 그린          |     | 105+2′ |
| 감독:           |    |                      |     |        |
| 위르겐 클린스만 |    |                      |     |        |

| 최우수 선수: 팀 하워드 (미국) 부심: 레두안 아시크 (모로코) 압델하크 에치알리 (알제리) 대기심: 노르베르 하우아타 (타히티) 후보 대기심: 아덴 마르와 (케냐) |

## 8강전

### 프랑스 vs 독일
양국은 25번의 경기를 펼쳤고, 이 중 3번은 FIFA 월드컵 경기였다. (1958년 3위 결정전: 프랑스 6-3 서독; 1982년 준결승전: 프랑스 3-3 (연) 서독, 서독이 승부차기에서 5-4로 승리; 1986년 준결승전: 프랑스 0-2 서독).
이 경기의 결승골은 13분에 토니 크로스가 좌측에서 찬 프리킥을 마츠 후멜스가 라파엘 바란의 견제를 깨고 머리로 9미터 전방의 골망을 가르는 것으로 승부가 났다. 카림 벤제마는 후반전 추가 시간에 좌측에서 동점골을 노렸지만, 마누엘 노이어가 정면으로 막아냈다.
독일은 준결승전에서 브라질과 진검 승부를 벌이게 되었다. 독일은 FIFA 월드컵 역사상 처음으로 4대회 연속 준결승전에 진출해 종전에 기록을 공유했던 서독 (1982년, 1986년, 1990년) 과 브라질 (1994년, 1998년, 2002년)의 기록을 경신했다. 독일은 이번이 13번째 준결승전 진출의 위업을 달성해 이 부문에서 세계 최다를 기록하고 있다.
| 프랑스 | 0 – 1  | 독일       |
| ------ | ------ | ---------- |
|        | 리포트 | 13′ 후멜스 |

| 프랑스 | 독일 |

| GK          | 1  | 위고 요리스 (주장) |  |     |
| RB          | 2  | 마티외 드뷔시      |  |     |
| CB          | 4  | 라파엘 바란        |  |     |
| CB          | 5  | 마마두 사코        |  | 72′ |
| LB          | 3  | 파트리스 에브라    |  |     |
| CM          | 19 | 폴 포그바          |  |     |
| CM          | 6  | 요안 카바예        |  | 74′ |
| CM          | 14 | 블레즈 마튀이디    |  |     |
| RW          | 8  | 마티외 발뷔에나    |  | 84′ |
| LW          | 11 | 앙투안 그리즈만    |  |     |
| CF          | 10 | 카림 벤제마        |  |     |
| 교체 선수:  |    |                    |  |     |
| DF          | 21 | 로랑 코시엘니      |  | 72′ |
| FW          | 20 | 로이크 레미        |  | 74′ |
| FW          | 9  | 올리비에 지루      |  | 84′ |
| 감독:       |    |                    |  |     |
| 디디에 데샹 |    |                    |  |     |

| GK          | 1  | 마누엘 노이어           |     |       |
| RB          | 16 | 필리프 람 (주장)        |     |       |
| CB          | 20 | 제롬 보아텡             |     |       |
| CB          | 5  | 마츠 후멜스             |     |       |
| LB          | 4  | 베네딕트 회베데스       |     |       |
| CM          | 7  | 바스티안 슈바인슈타이거 | 80′ |       |
| CM          | 6  | 사미 케디라             | 54′ |       |
| RW          | 13 | 토마스 뮐러             |     |       |
| AM          | 18 | 토니 크로스             |     | 90+3′ |
| LW          | 8  | 메수트 외질             |     | 83′   |
| CF          | 11 | 미로슬라프 클로제       |     | 68′   |
| 교체 선수:  |    |                         |     |       |
| FW          | 9  | 안드레 쉬를레           |     | 68′   |
| MF          | 19 | 마리오 괴체             |     | 83′   |
| MF          | 23 | 크리스토프 크라머       |     | 90+3′ |
| 감독:       |    |                         |     |       |
| 요아힘 뢰프 |    |                         |     |       |

| 최우수 선수: 마츠 후멜스 (독일) 부심: 에르난 마이다나 (아르헨티나) 후안 파블로 벨라티 (아르헨티나) 대기심: 요나스 에릭손 (스웨덴) 후보 대기심: 마티아스 클라세니우스 (스웨덴) |

### 브라질 vs 콜롬비아

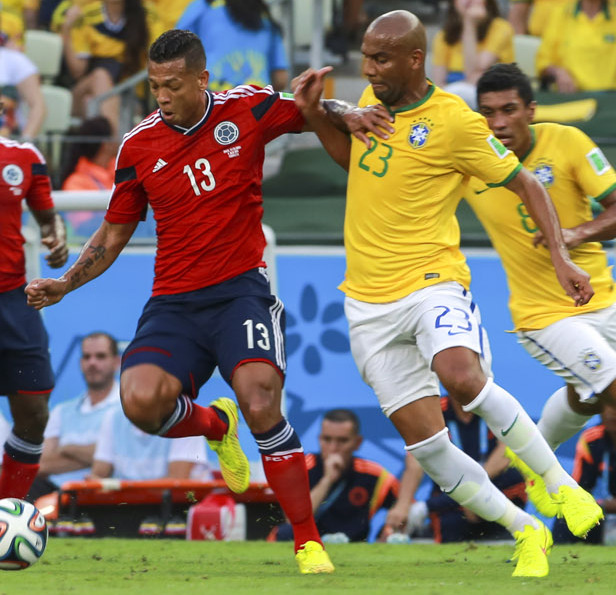
공을 경합하는 프레디 과린과 마이콩

양국은 서로 25경기를 펼쳤지만, FIFA 월드컵에서 진검승부를 벌인 적은 없다. 이 대회는 콜롬비아가 FIFA 월드컵 역사상 처음으로 8강에 진출한 대회였다. 브라질의 미드필더 루이스 구스타부는 경고 누적으로 이 경기에 결장했다.
브라질은 7분만에 선제골을 넣었는데, 네이마르의 좌측 코너킥을 치아구 시우바가 득점으로 전환했다. 브라질은 69분, 다비드 루이스가 벽을 넘겨 우측 상단 구석에 적중하는 직접 장거리 프리킥을 성공시켜 점수차를 두배로 늘렸다. 콜롬비아는 경기를 10분 남겨놓은 상황에서 점수차를 줄였는데, 하메스 로드리게스는 골키퍼가 반대쪽으로 뻗으면서 페널티킥을 낮게 좌측 구석으로 깔아차 넣었다. 페널티킥은 교체로 들어간 카를로스 바카에 브라질 골키퍼 줄리우 세자르가 범하면서 얻은 것이었다. 88분, 네이마르는 콜롬비아 수비수 후안 카밀로 수니가에게 등을 무릎으로 가격당했고, 브라질 공격수는 들것에 실려나가게 되었다. 이후의 의료 검사를 통해 척추 골절이 발생했다는 진단을 받았고, 남은 대회 기간동안 출전하지 못하게 되었다. 브라질은 준결승전에 올라가 독일을 상대하게 되었다.
하메스의 6호골을 득점해 이 대회의 골든슈를 타기에 충분한 수의 골을 기록하였다. 그는 페루의 테오필로 쿠비야스 (1970년 대회와 1978년 대회에 나누어 기록) 에 이어 처음 5번의 FIFA 월드컵 경기에서 연속적으로 득점한 첫 선수가 되었다.
| 브라질                               | 2 – 1  | 콜롬비아                  |
| ------------------------------------ | ------ | ------------------------- |
| 치아구 시우바 7′ · 다비드 루이스 69′ | 리포트 | 80′ (페널티골) 로드리게스 |

| 브라질 | 콜롬비아 |

| GK                     | 12 | 줄리우 세자르        | 78′ |     |
| RB                     | 23 | 마이콩               |     |     |
| CB                     | 3  | 치아구 시우바 (주장) | 64′ |     |
| CB                     | 4  | 다비드 루이스        |     |     |
| LB                     | 6  | 마르셀루 비에이라    |     |     |
| CM                     | 5  | 페르난지뉴           |     |     |
| CM                     | 8  | 파울리뉴             |     | 86′ |
| RW                     | 7  | 헐크                 |     | 82′ |
| AM                     | 11 | 오스카르             |     |     |
| LW                     | 10 | 네이마르             |     | 88′ |
| CF                     | 9  | 프레드               |     |     |
| 교체 선수:             |    |                      |     |     |
| MF                     | 16 | 하미리스             |     | 82′ |
| MF                     | 18 | 에르나니스           |     | 86′ |
| DF                     | 15 | 엔히크               |     | 88′ |
| 감독:                  |    |                      |     |     |
| 루이스 펠리피 스콜라리 |    |                      |     |     |

| GK            | 1  | 다비드 오스피나      |     |     |
| RB            | 18 | 후안 카밀로 수니가   |     |     |
| CB            | 2  | 크리스티안 사파타    |     |     |
| CB            | 3  | 마리오 예페스 (주장) | 71′ |     |
| LB            | 7  | 파블로 아르메로      |     |     |
| RM            | 11 | 후안 콰드라도        |     | 80′ |
| CM            | 13 | 프레디 과린          |     |     |
| CM            | 6  | 카를로스 산체스      |     |     |
| LM            | 14 | 빅토르 이바르보      |     | 46′ |
| CF            | 9  | 테오필로 구티에레스  |     | 70′ |
| CF            | 10 | 하메스 로드리게스    | 67′ |     |
| 교체 선수:    |    |                      |     |     |
| FW            | 19 | 아드리안 라모스      |     | 46′ |
| FW            | 17 | 카를로스 바카        |     | 70′ |
| MF            | 20 | 후안 킨테로          |     | 80′ |
| 감독:         |    |                      |     |     |
| 호세 페케르만 |    |                      |     |     |

| 최우수 선수: 다비드 루이스 (브라질) 부심: 후안 카를로스 유스테 히메네스 (스페인) 로베르토 알론소 페르난데스 (스페인) 대기심: 스베인 오드바르 모엔 (노르웨이) 후보 대기심: 심 헤겔룬 (노르웨이) |

### 아르헨티나 vs 벨기에
양국은 서로 3번 대결을 펼쳤고, 이 중 2번의 FIFA 월드컵에서 맞대결을 펼쳤다. (1982년 조별 리그: 아르헨티나 0-1 벨기에; 1986년 준결승전: 아르헨티나 2-0 벨기에) 아르헨티나 수비수 마르코스 로호는 경고 누적으로 이 경기에서 빠졌다.
이 경기의 결승골은 아르헨티나 공격수 곤살로 이과인이 페널티 구역 안에서 디 마리아의 패스를 벨기에 수비수 얀 페르통언이 굴절시키자 8분에 오른발로 세게 차 기록했다.	이과인은 후반전에 점수차를 늘릴 기회를 잡았지만 골대만 강타했다. 아르헨티나는 1-0으로 이겨 준결승전에 진출해 네덜란드와 대면했다.
| 아르헨티나 | 1 – 0  | 벨기에 |
| ---------- | ------ | ------ |
| 이과인 8′  | 리포트 |        |

| 아르헨티나 | 벨기에 |

| GK                | 1  | 세르히오 로메로     |     |     |
| RB                | 4  | 파블로 사발레타     |     |     |
| CB                | 15 | 마르틴 데미첼리스   |     |     |
| CB                | 2  | 에세키엘 가라이     |     |     |
| LB                | 23 | 호세 마리아 바산타  |     |     |
| CM                | 6  | 루카스 비글리아     | 75′ |     |
| CM                | 14 | 하비에르 마스체라노 |     |     |
| RW                | 22 | 에세키엘 라베시     |     | 71′ |
| LW                | 7  | 앙헬 디 마리아      |     | 33′ |
| CF                | 10 | 리오넬 메시 (주장)  |     |     |
| CF                | 9  | 곤살로 이과인       |     | 81′ |
| 교체 선수:        |    |                     |     |     |
| MF                | 8  | 엔소 페레스         |     | 33′ |
| FW                | 18 | 로드리고 팔라시오   |     | 71′ |
| MF                | 5  | 페르난도 가고       |     | 81′ |
| 감독:             |    |                     |     |     |
| 알레한드로 사벨라 |    |                     |     |     |

| GK            | 1  | 티보 쿠르투아       |     |     |
| RB            | 2  | 토비 알데르베이럴트 | 69′ |     |
| CB            | 15 | 다니엘 판 바위턴    |     |     |
| CB            | 4  | 뱅상 콩파니 (주장)  |     |     |
| LB            | 5  | 얀 페르통언         |     |     |
| CM            | 6  | 악셀 위첼           |     |     |
| CM            | 8  | 마루안 펠라이니     |     |     |
| RW            | 11 | 케빈 미라야스       |     | 60′ |
| AM            | 7  | 케빈 더 브라위너    |     |     |
| LW            | 10 | 에덴 아자르         | 53′ | 75′ |
| CF            | 17 | 디보크 오리기       |     | 59′ |
| 교체 선수:    |    |                     |     |     |
| FW            | 9  | 로멜루 루카쿠       |     | 59′ |
| FW            | 14 | 드리스 메르턴스     |     | 60′ |
| MF            | 22 | 나세르 샤들리       |     | 75′ |
| 감독:         |    |                     |     |     |
| 마르크 빌모츠 |    |                     |     |     |

| 최우수 선수: 곤살로 이과인 (아르헨티나) 부심: 안드레아 스테파니 (이탈리아) 레나토 파베라니 (이탈리아) 대기심: 벤 윌리엄스 (오스트레일리아) 후보 대기심: 매슈 크림 (오스트레일리아) |

### 네덜란드 vs 코스타리카

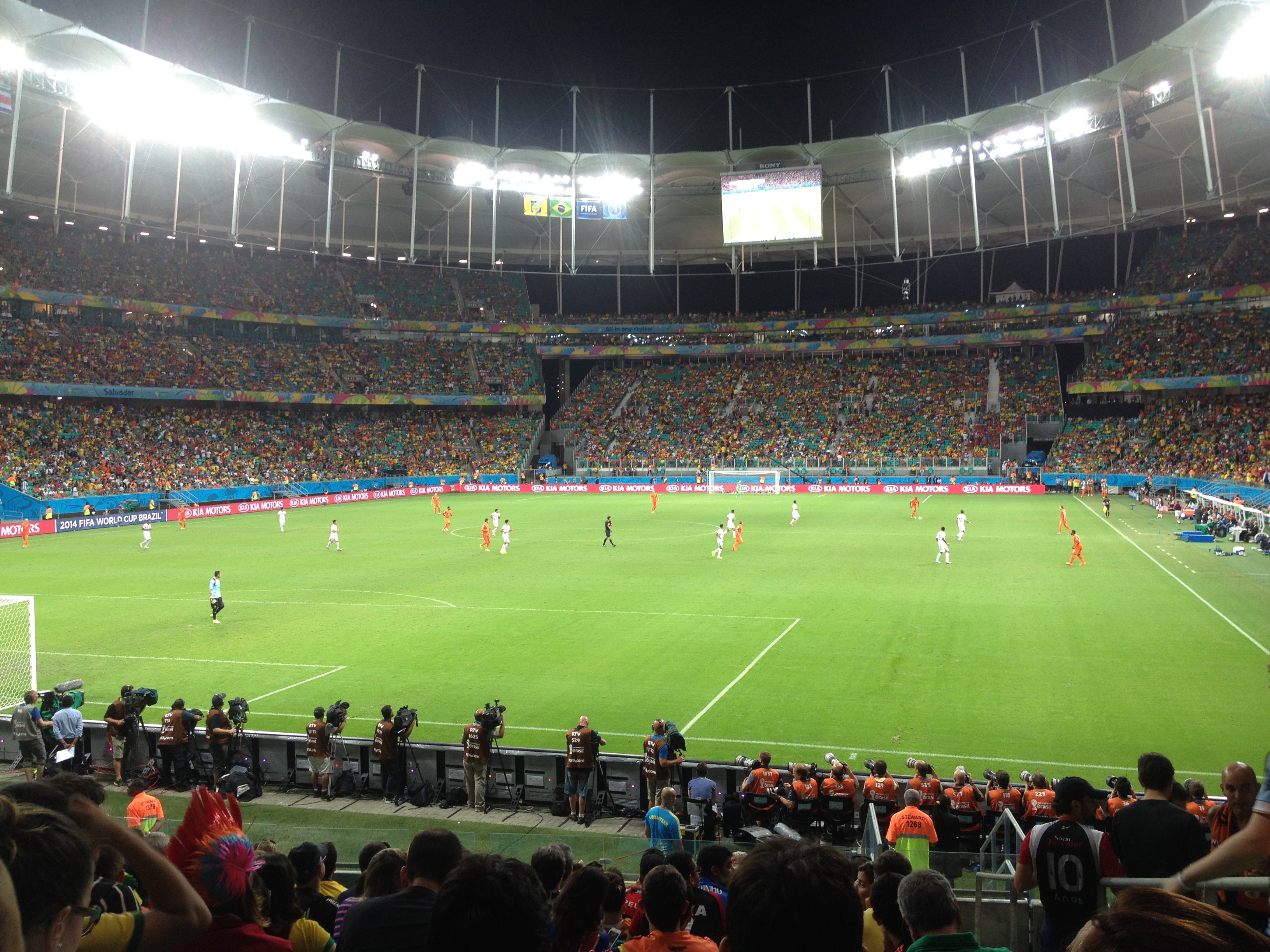
경기 당시 아레나 폰치 노바의 내부 전경

양국의 대결은 이번이 처음이다. 코스타리카는 사상 첫 FIFA 월드컵 8강이라는 금자탑을 세웠다. 코스타리카는 그리스와의 16강전에서 퇴장당한 오스카르 두아르테 없이 이 경기를 치렀다.
정규 시간 90분동안 베슬레이 스네이더르의 프리킥은 골대를 때렸고, 로빈 판 페르시의 슛도 코스타리카 수비수 옐친 테헤다에 굴절되어 소득이 없었고, 경기는 연장전으로 진행되었다. 연장 후반에는 교체로 들어간 마르코 우레냐의 슛이 네덜란드 골키퍼 야스퍼 실러선에 막혔고, 스네이더르는 또 골대를 강타했다. 120분이 지나고 주어진 추가 시간에 네덜란드의 루이 판 할은 실러선을 팀 크륄과 바꿨다. 그 후 이어진 승부차기에서 크륄은 브라이언 루이스와 미차엘 우마냐가 쏜 공을 막은 반면, 네덜란드는 4명의 주자가 모두 성공해 아르헨티나와 준결승전을 벌이게 되었다.
우즈베키스탄 출신의 랍샨 이르마토프 주심은 이번에 9번째 FIFA 월드컵 경기를 주관해 FIFA 월드컵 역대 최다 경기 주관이라는 신기록을 세웠는데, 종전까지 프랑스의 조엘 키니우, 멕시코의 베니토 아르춘디아, 그리고 우루과이의 호르헤 라리온다와 이 기록에서 어깨를 나란히 했었다.
| 네덜란드                               | 0 – 0 (연장전) | 코스타리카                                       |
| -------------------------------------- | -------------- | ------------------------------------------------ |
|                                        | 리포트         |                                                  |
| 승부차기                               |                |                                                  |
| 판 페르시 · 로번 · 스네이더르 · 카위트 | 4 – 3          | 보르헤스 · 루이스 · 곤살레스 · 볼라뇨스 · 우마냐 |

| 네덜란드 | 코스타리카 |

| GK         | 1  | 야스퍼 실러선         |      | 120+1′ |
| CB         | 3  | 스테판 더 프레이      |      |        |
| CB         | 2  | 론 플라르             |      |        |
| CB         | 4  | 브루누 마르팅스 인디  | 64′  | 106′   |
| RWB        | 15 | 디르크 카위트         |      |        |
| LWB        | 5  | 데일리 블린트         |      |        |
| CM         | 20 | 조르지니오 베이날뒴   |      |        |
| CM         | 10 | 베슬레이 스네이더르   |      |        |
| RW         | 11 | 아르연 로번           |      |        |
| LW         | 21 | 멤피스 데파이         |      | 76′    |
| CF         | 9  | 로빈 판 페르시 (주장) |      |        |
| 교체 선수: |    |                       |      |        |
| MF         | 17 | 예레마인 렌스         |      | 76′    |
| FW         | 19 | 클라스얀 휜텔라르     | 111′ | 106′   |
| GK         | 23 | 팀 크륄               |      | 120+1′ |
| 감독:      |    |                       |      |        |
| 루이 판 할 |    |                       |      |        |

| GK                 | 1  | 케일러 나바스          |      |     |
| CB                 | 2  | 호니 아코스타          | 107′ |     |
| CB                 | 3  | 히안카를로 곤살레스    | 81′  |     |
| CB                 | 4  | 미차엘 우마냐          | 52′  |     |
| RWB                | 16 | 크리스티안 감보아      |      | 79′ |
| LWB                | 15 | 후니오르 디아스        | 37′  |     |
| CM                 | 17 | 옐친 테헤다            |      | 97′ |
| CM                 | 5  | 셀소 보르헤스          |      |     |
| RW                 | 10 | 브라이언 루이스 (주장) |      |     |
| LW                 | 7  | 크리스티안 볼라뇨스    |      |     |
| CF                 | 9  | 조엘 캠벨              |      | 66′ |
| 교체 선수:         |    |                        |      |     |
| FW                 | 21 | 마르코 우레냐          |      | 66′ |
| DF                 | 8  | 다비드 마이리에        |      | 79′ |
| MF                 | 22 | 호세 미겔 쿠베로       |      | 97′ |
| 감독:              |    |                        |      |     |
| 호르헤 루이스 핀토 |    |                        |      |     |

| 최우수 선수: 케일러 나바스 (코스타리카) 부심: 압두하미둘로 라술로프 (우즈베키스탄) 바하디르 코하로프 (키르기스스탄) 대기심: 누망디에 두에 (코트디부아르) 후보 대기심: 송기폴로 예오 (코트디부아르) |

## 준결승전

### 브라질 vs 독일

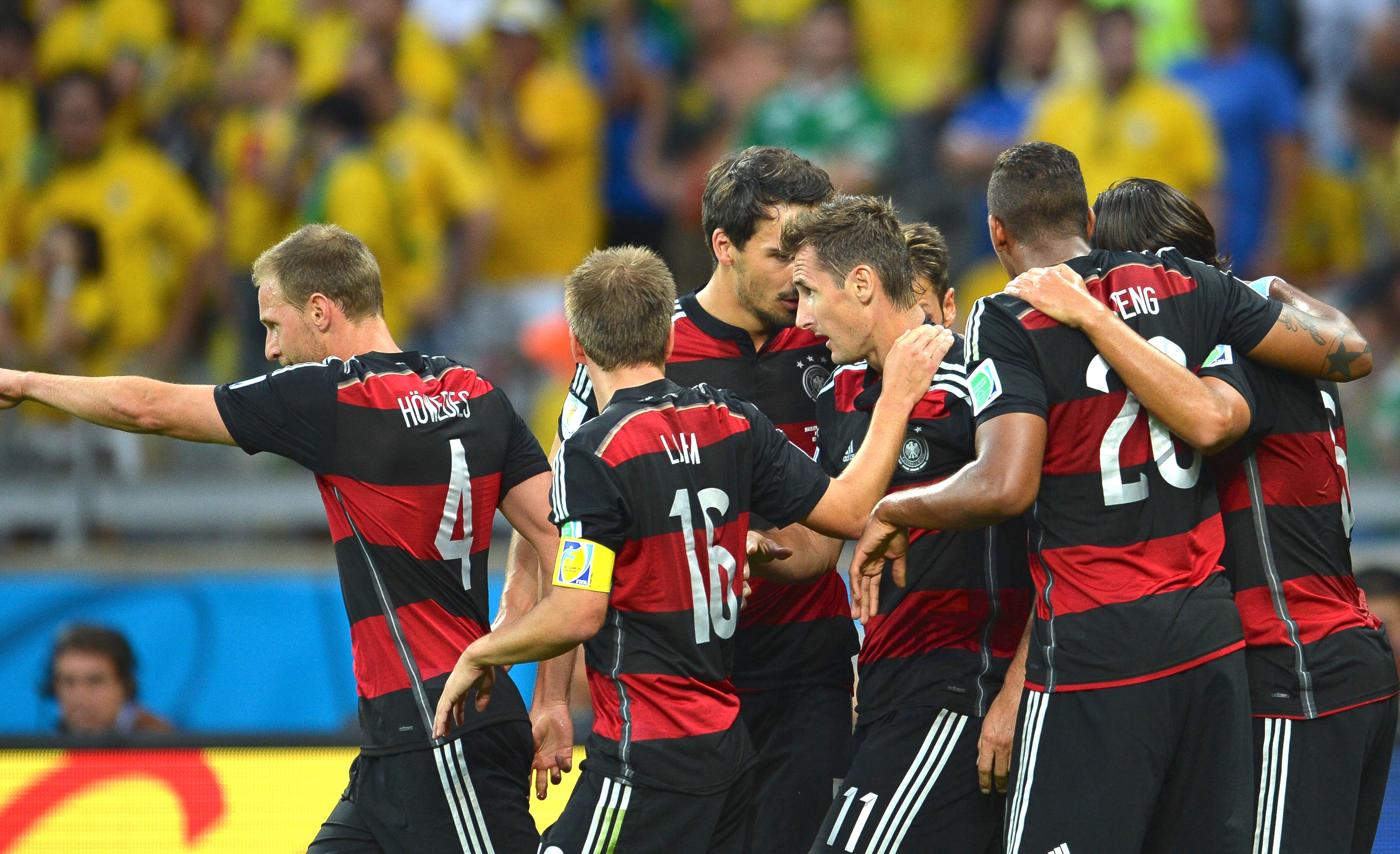
추가골을 성공시키고 동료들과 자축하는 미로슬라프 클로제 (중앙)

양국은 21번의 맞대결을 펼쳤었고, 이는 브라질이 2-0으로 이긴 2002년 FIFA 월드컵의 결승전 (이전까지 양국이 만난 유일한 경우) 이었다.
독일은 프랑스와의 8강전에 나온 선수들을 그대로 배치했지만, 브라질은 2명을 변경하였다: 수비수이자 주장인 치아구 시우바가 경고 누적으로 출장이 불가능하게 되었고, 단치가 그의 자리에 배치되었고, 공격수 네이마르는 앞서 콜롬비아와의 8강전에서 척추 골절로 더 이상 출전이 불가능하게 되어 베르나르드가 그를 대신했다.
독일은 11분, 토니 크로스가 차올린 공을 토마스 뮐러가 지면에 닿기 전에 넣었다. 미로슬라프 클로제는 여러 차례의 패스 후 크로스가 공을 띄운 것을 차자 브라질 골키퍼 줄리우 세자르가 처음에 막았지만, 튀어나온 공을 다시 넣었다. 크로스는 이후 두 골은 연달아 재빠르게 넣었는데, 한 골은 필리프 람의 크로스를 뮐러가 흘린 것이었고, 나중에 터뜨린 골은 페르난지뉴의 공을 뺏어 사미 케디라와 1대2 패스를 한 후 넣은 골이었다. 케디라도 메수트 외질과 패스를 교환해 독일의 4번째 골을 득점하였고, 전반은 독일이 5-0으로 앞선채 끝났다. 교체로 들어간 안드레 쉬를레도 후반전에 2골을 추가했는데, 한골은 람의 크로스를 받아서, 또다른 한골은 뮐러로부터 골대 맞은 공을 받아 기록했다. 브라질은 90분 오스카르가 마르셀루의 패스를 받아 끌고가 만회골을 기록했다. 독일은 사상 8번째 FIFA 월드컵 결승전 진출의 대기록을 수립해 결승전 역대 최다 진출국이 되었고, 아르헨티나를 상대하러 이동하였고, 브라질은 네덜란드와의 3위 결정전을 치르는데 만족해야 했다.
이 경기에서 브라질은 1920년 우루과이전 0-6 대패 이래 최다 점수차 패배를 당했고, 1975년부터 지속되어 왔던 홈경기 62회 무패행진에 종지부를 찍었다. 이 경기 한번으로 다수의 FIFA 월드컵 기록들이 깨졌다: 우선 브라질은 FIFA 월드컵 역사상 (종전의 프랑스를 상대로 당한 1998년 결승전 기록을 넘기는) 최다 점수차 패배를 당했고, FIFA 월드컵 개최국의 (종전의 3골차 패배를 넘기는) 최다 점수차 패배이기도 했으며, (종전의 세 차례 6-1 기록을 넘기는) FIFA 월드컵 역사상 최다 점수차 준결승전 경기였다.
클로제는 FIFA 월드컵 통산 16호골을 득점해 호나우두를 제치고 FIFA 월드컵 본선 역대 최다 득점자로 올라섰다. 독일은 이 경기에 7골을 추가해 FIFA 월드컵에 기록한 모든 득점을 합해 총 223골을 득점해 브라질의 221골을 너머 최다 득점국에 올랐다.
| 브라질       | 1 – 7  | 독일                                                                   |
| ------------ | ------ | ---------------------------------------------------------------------- |
| 오스카르 90′ | 리포트 | 11′ 뮐러 · 23′ 클로제 · 24′, 26′ 크로스 · 29′ 케디라 · 69′, 79′ 쉬를레 |

| 브라질 | 독일 |

| GK                     | 12 | 줄리우 세자르        |     |     |
| RB                     | 23 | 마이콩               |     |     |
| CB                     | 4  | 다비드 루이스 (주장) |     |     |
| CB                     | 13 | 단치                 | 68′ |     |
| LB                     | 6  | 마르셀루             |     |     |
| CM                     | 17 | 루이스 구스타부      |     |     |
| CM                     | 5  | 페르난지뉴           |     | 46′ |
| RW                     | 7  | 헐크                 |     | 46′ |
| AM                     | 11 | 오스카르             |     |     |
| LW                     | 20 | 베르나르드           |     |     |
| CF                     | 9  | 프레드               |     | 70′ |
| 교체 선수:             |    |                      |     |     |
| MF                     | 16 | 하미리스             |     | 46′ |
| MF                     | 8  | 파울리뉴             |     | 46′ |
| MF                     | 19 | 윌리앙               |     | 70′ |
| 감독:                  |    |                      |     |     |
| 루이스 펠리피 스콜라리 |    |                      |     |     |

| GK          | 1  | 마누엘 노이어           |  |     |
| RB          | 16 | 필리프 람 (주장)        |  |     |
| CB          | 20 | 제롬 보아텡             |  |     |
| CB          | 5  | 마츠 후멜스             |  | 46′ |
| LB          | 4  | 베네딕트 회베데스       |  |     |
| CM          | 6  | 사미 케디라             |  | 76′ |
| CM          | 7  | 바스티안 슈바인슈타이거 |  |     |
| RW          | 13 | 토마스 뮐러             |  |     |
| AM          | 18 | 토니 크로스             |  |     |
| LW          | 8  | 메수트 외질             |  |     |
| CF          | 11 | 미로슬라프 클로제       |  | 58′ |
| 교체 선수:  |    |                         |  |     |
| DF          | 17 | 페어 메르테자커         |  | 46′ |
| MF          | 9  | 안드레 쉬를레           |  | 58′ |
| MF          | 14 | 율리안 드락슬러         |  | 76′ |
| 감독:       |    |                         |  |     |
| 요아힘 뢰프 |    |                         |  |     |

| 최우수 선수: 토니 크로스 (독일) 부심: 마르코스 킨테로 (멕시코) 마르빈 토렌테라 (멕시코) 대기심: 마크 가이거 (미국) 후보 대기심: 마크 허드 (미국) |

### 네덜란드 vs 아르헨티나

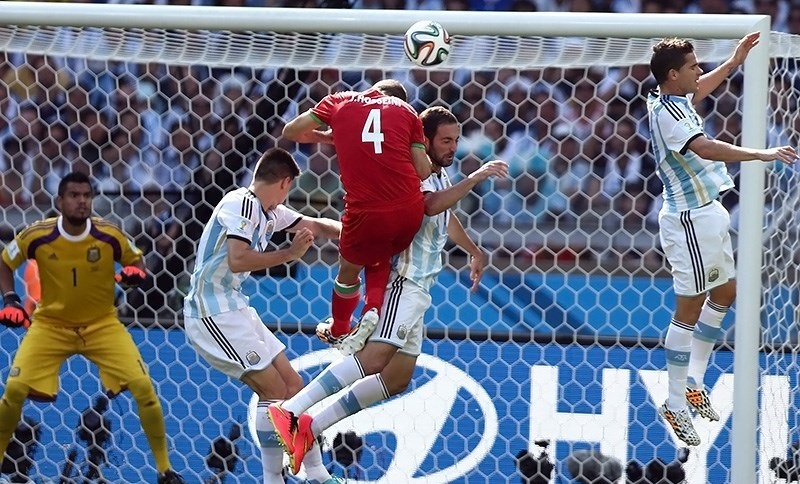
세르히오 로메로 (맨 왼쪽, 이란전에 촬영)는 승부차기에서 네덜란드 주자 두명이 찬 공을 막았다.

양국은 8차례 맞대결을 펼쳤는데, 이 중 네번의 FIFA 월드컵 경기였다. 네덜란드는 1974년 FIFA 월드컵의 2차 조별 리그에서 4-0, 1998년 FIFA 월드컵 8강전에서는 2-1로 이겼고, 아르헨티나는 1978년 FIFA 월드컵 결승전에서 연장전까지 승부를 벌여 3-1로 이겼고, 2006년 FIFA 월드컵 조별 리그에서는 0-0 무승부로 끝났다.
네덜란드는 8강전의 선발 출전 명단과 비교해 1명의 바꾸어 배치했는데, 나이젤 더 용이 부상에서 복귀해 멤피스 데파이를 대체하였고, 아르헨티나는 2명을 교체 배치하였는데, 징계에서 풀려난 마르코스 로호를 호세 마리아 바산타와, 엔소 페레스를 부상당한 디 마리아와 대체하였다. 경기는 연장전까지 득점이 나지 않았고, 양국 모두 서로를 강하게 견재하여 절호의 기회를 잡는데 애로가 많았다. 세르히오 로메로는 승부차기에서 네덜란드의 첫 주자인 론 플라르가 찬 공을 왼쪽으로 뛰어 막았고, 세번째 주자 베슬레이 스네이더르가 찬 공은 오른쪽으로 높이 뛰어 막았다. 아르헨티나는 네명중 단 한명의 주자도 실수하지 않아 4-2로 이길 수 있었다. 이 경기의 승부처는 막시 로드리게스가 아르헨티나의 승부차기 4번째 주자로 나온 것으로, 네덜란드 골키퍼 야스퍼 실러선의 오른편으로 넣어 아르헨티나에 결승전 진출권을 선사해 독일과 우승을 두고 경합하게 되었고, 네덜란드는 브라질과의 3위 결정전에 만족해야 했다.
이 경기는 FIFA 월드컵 준결승 역사상 최초로 무득점 무승부로 끝난 경기였다. 아르헨티나는 FIFA 월드컵 승부차기 4승을 챙겨 독일과 이 부문에서 동률을 이루었으며, 아르헨티나는 5번의 경기에서 승부차기를 치러 이 부문에서 역대 최다를 기록했다.
| 네덜란드                            | 0 – 0 (연장전) | 아르헨티나                          |
| ----------------------------------- | -------------- | ----------------------------------- |
|                                     | 리포트         |                                     |
| 승부차기                            |                |                                     |
| 플라르 · 로번 · 스네이더르 · 카위트 | 2 – 4          | 메시 · 가라이 · 아궤로 · 로드리게스 |

| 네덜란드 | 아르헨티나 |

| GK         | 1  | 야스퍼 실러선         |      |     |
| CB         | 3  | 스테판 더 프레이      |      |     |
| CB         | 2  | 론 플라르             |      |     |
| CB         | 4  | 브루누 마르팅스 인디  | 45′  | 46′ |
| RWB        | 15 | 디르크 카위트         |      |     |
| LWB        | 5  | 데일리 블린트         |      |     |
| CM         | 6  | 나이젤 더 용          |      | 62′ |
| CM         | 20 | 조르지니오 베이날뒴   |      |     |
| AM         | 10 | 베슬레이 스네이더르   |      |     |
| CF         | 11 | 아르연 로번           |      |     |
| CF         | 9  | 로빈 판 페르시 (주장) |      | 96′ |
| 교체 선수: |    |                       |      |     |
| DF         | 7  | 다릴 얀마트           |      | 46′ |
| MF         | 16 | 요르디 클라시         |      | 62′ |
| FW         | 19 | 클라스얀 휜텔라르     | 105′ | 96′ |
| 감독:      |    |                       |      |     |
| 루이 판 할 |    |                       |      |     |

| GK                | 1  | 세르히오 로메로     |     |      |
| RB                | 4  | 파블로 사발레타     |     |      |
| CB                | 15 | 마르틴 데미첼리스   | 49′ |      |
| CB                | 2  | 에세키엘 가라이     |     |      |
| LB                | 16 | 마르코스 로호       |     |      |
| CM                | 6  | 루카스 비글리아     |     |      |
| CM                | 14 | 하비에르 마스체라노 |     |      |
| CM                | 8  | 엔소 페레스         |     | 81′  |
| SS                | 10 | 리오넬 메시 (주장)  |     |      |
| CF                | 9  | 곤살로 이과인       |     | 82′  |
| CF                | 22 | 에세키엘 라베시     |     | 101′ |
| 교체 선수:        |    |                     |     |      |
| FW                | 18 | 로드리고 팔라시오   |     | 81′  |
| FW                | 20 | 세르히오 아궤로     |     | 82′  |
| MF                | 11 | 막시 로드리게스     |     | 101′ |
| 감독:             |    |                     |     |      |
| 알레한드로 사벨라 |    |                     |     |      |

| 최우수 선수: 세르히오 로메로 (아르헨티나) 부심: 바하틴 두란 (터키) 타르크 옹군 (터키) 대기심: 요나스 에릭손 (스웨덴) 후보 대기심: 마티아스 클라세니우스 (스웨덴) |

## 3위 결정전
양국은 11번의 맞대결을 펼쳤었고, 이 중 4번은 FIFA 월드컵 경기였다. 네덜란드는 1974년 FIFA 월드컵 2차 조별 리그에서 2-0, 2010년 FIFA 월드컵의 8강전에서 2-1로 이겼었다. 브라질도 1994년 FIFA 월드컵 8강전에서 3-2로 이겼었고, 1998년 FIFA 월드컵 준결승전에서는 연장 접전까지 1-1로 비긴 후 승부차기에서 4-2로 이겼었다.
브라질은 준결승전과 비교하여 선발 명단에 6명을 교체하였고, 네덜란드는 그와 대조되게 2명만 바꾸었다. 베슬레이 스네이더르는 본래 네덜란드 선발 명단에 들었지만 경기를 앞두고 몸을 풀던 중 부상을 당해 요나탄 더휘즈만이 그를 대신했다. 네덜란드는 3분만에 선제골을 넣었는데, 치아구 시우바가 아르연 로번을 넘어뜨려 얻은 페널티킥을 로빈 판 페르시가 넣었다. 데일리 블린트는 다비드 루이스가 머리로 걷어내는데 실수하자 데일리 블린트가 페널티 구역에서 잡아다 넣었다. 후반 추가시간에는 조르지니오 베이날뒴이 우측에서 날라온 다릴 얀마트의 크로스를 골로 연결해 승리의 쐐기를 박았다.
네덜란드는 FIFA 월드컵 사상 첫 3위를 달성했다. 미헐 포름이 (후반전 추가시간에 교체로 투입되어) 출전하면서, 네덜란드는 2002년에 선수단 규모가 22명에서 23명으로 늘어난 이래 FIFA 월드컵에서 최종 엔트리에 등록한 23명의 선수를 모두 기용한 최초의 국가가 되었다. 브라질은 두번째 FIFA 월드컵 4위의 성적을 냈으며, 이 대회에서만 14골을 실점해 FIFA 월드컵 역사상 최다 실점이자 FIFA 월드컵 개최국의 역대 최다 실점 기록을 세웠다. 또한, 브라질은 독일에 이어 FIFA 월드컵에서 100골 이상 실점한 두번째 국가가 되었다.
| 브라질 | 0 – 3  | 네덜란드                                              |
| ------ | ------ | ----------------------------------------------------- |
|        | 리포트 | 3′ (페널티골) 판 페르시 · 17′ 블린트 · 90+1′ 베이날뒴 |

| 브라질 | 네덜란드 |

| GK                     | 12 | 줄리우 세자르        |     |     |
| RB                     | 23 | 마이콩               |     |     |
| CB                     | 3  | 치아구 시우바 (주장) | 2′  |     |
| CB                     | 4  | 다비드 루이스        |     |     |
| LB                     | 14 | 마스웨우             |     |     |
| CM                     | 8  | 파울리뉴             |     | 57′ |
| CM                     | 17 | 루이스 구스타부      |     | 46′ |
| RW                     | 16 | 하미리스             |     | 73′ |
| AM                     | 11 | 오스카르             | 68′ |     |
| LW                     | 19 | 윌리앙               |     |     |
| CF                     | 21 | 조                   |     |     |
| 교체 선수:             |    |                      |     |     |
| MF                     | 5  | 페르난지뉴           | 54′ | 46′ |
| MF                     | 18 | 에르나니스           |     | 57′ |
| FW                     | 7  | 헐크                 |     | 73′ |
| 감독:                  |    |                      |     |     |
| 루이스 펠리피 스콜라리 |    |                      |     |     |

| GK         | 1  | 야스퍼 실러선         |     | 90+3′ |
| CB         | 3  | 스테판 더 프레이      |     |       |
| CB         | 2  | 론 플라르             |     |       |
| CB         | 4  | 브루누 마르팅스 인디  |     |       |
| RWB        | 15 | 디르크 카위트         |     |       |
| LWB        | 5  | 데일리 블린트         |     | 70′   |
| CM         | 20 | 조르지니오 베이날뒴   |     |       |
| CM         | 16 | 요르디 클라시         |     | 90′   |
| CM         | 8  | 요나탄 더휘즈만       | 36′ |       |
| CF         | 9  | 로빈 판 페르시 (주장) |     |       |
| CF         | 11 | 아르연 로번           | 9′  |       |
| 교체 선수: |    |                       |     |       |
| DF         | 7  | 다릴 얀마트           |     | 70′   |
| DF         | 13 | 요옐 펠트만           |     | 90′   |
| GK         | 22 | 미헐 포름             |     | 90+3′ |
| 감독:      |    |                       |     |       |
| 루이 판 할 |    |                       |     |       |

| 최우수 선수: 아르연 로번 (네덜란드) 부심: 레두안 아시크 (모로코) 압델하크 에치알리 (알제리) 대기심: 니시무라 유이치 (일본) 후보 대기심: 사가라 도루 (일본) |

## 결승전

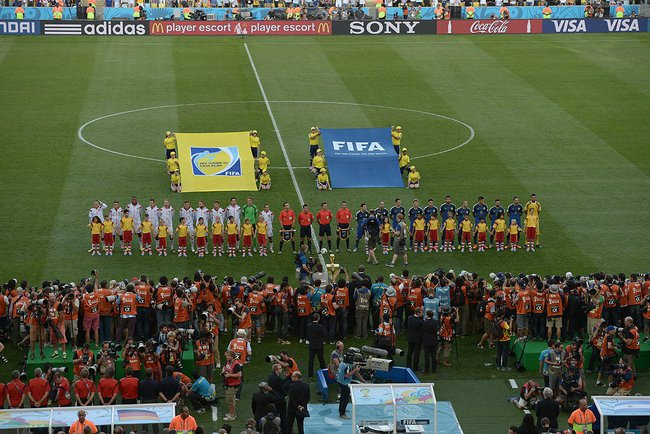
경기를 앞두고 도열한 양국 선수들

양국은 20번 맞대결을 펼쳤는데, 이 중 6번은 FIFA 월드컵 경기였다: 1958년 조별 리그: 서독 3-1 아르헨티나; 1966년 조별 리그: 서독 0-0 아르헨티나; 1986년 결승전 서독 2-3 아르헨티나; 1990년 결승전: 서독 1-0 아르헨티나; 2006년 8강전 독일 1-1 아르헨티나 (연장전 접전 후, 독일이 승부차기에서 4-2로 승리); 2010년 8강전: 독일 4-0 아르헨티나. 이는 양국이 벌이는 3번째 FIFA 월드컵 결승전으로, 가장 자주 성사된 결승전이며, FIFA 월드컵에서의 7번째 맞대결로 브라질 vs 스웨덴, 독일 vs 세르비아 (유고슬라비아 시절 포함)의 최다 맞대결 횟수와 동률을 이루었다.
양국은 준결승전에 선발로 내세운 선수를 그대로 보낼 계획이었으나, 독일은 사미 케디라를 부상으로 잃으면서 크리스토프 크라머로 대신하게 되었지만, 그도 뇌진탕으로 안드레 쉬를레와 전반에 교체되어 나갔다. 전반전에 곤살로 이과인은 토니 크로스가 머리로 잘못 건낸 공을 가로채 쏘았지만 크게 벗어났고, 득점을 기록한 것으로 보였지만, 오프사이드로 판명났다. 이후, 제롬 보아텡은 리오넬 메시가 접근하자 공을 걷어냈고, 베네딕트 회베데스가 머리로 가한 공은 골대를 맞았다. 아르헨티나는 후반전에 들어 메시가 결정적인 기회를 잡았지만 그가 쏜 공은 넓게 벗어났고, 토니 크로스도 독일이 잡은 기회를 살려내지 못했다. FIFA 월드컵 결승전은 3대회 연속으로 연장전에 도입했다. 연장 전반 쉬를레의 슛은 세르히오 로메로가 잡아냈고, 로드리고 팔라시오가 띄워 쏜 공도 득점으로 이어지지 않았다. 독일은 연장 후반에 쉬를레가 좌측 측면으로 끌고간 공을 마리오 괴체에게 보냈고, 그는 가슴으로 공을 받아 공이 지면에 닿기 전에 차서 로메로를 넘기는 결승골을 집어넣었다.
독일은 4번째 FIFA 월드컵을 획득하였는데, 이는 재통일 이후 (서독으로 1954년, 1974년, 그리고 1990년에 우승을 거둔 후) 첫 우승을 차지했다. 또한 이번 대회에서 유럽 국가가 처음으로 아메리카 대륙에서 우승했다. 3대회 연속으로 FIFA 월드컵 우승국을 유럽이 배출했는데, 이는 전례 없는 일이었다. 아르헨티나는 FIFA 월드컵 역사상 3번째로 준우승을 거두었다.
이 대회에서 총 171번의 득점이 터져 1998년 FIFA 월드컵과 역대 최다 기록을 공유했다. 괴체의 득점은 이 대회에서 교체 선수가 넣은 32번째 골이며, FIFA 월드컵 역대 최고 기록이다. 결승전을 포함하여, 8경기가 연장전도 진행했는데, 이는 1990년 FIFA 월드컵 기록과 동률을 이룬다.
| 독일      | 1 – 0 (연장전) | 아르헨티나 |
| --------- | -------------- | ---------- |
| 괴체 113′ | 리포트         |            |

| 독일 | 아르헨티나 |

| GK          | 1  | 마누엘 노이어           |     |      |
| RB          | 16 | 필리프 람 (주장)        |     |      |
| CB          | 20 | 제롬 보아텡             |     |      |
| CB          | 5  | 마츠 후멜스             |     |      |
| LB          | 4  | 베네딕트 회베데스       | 34′ |      |
| CM          | 23 | 크리스토프 크라머       |     | 31′  |
| CM          | 7  | 바스티안 슈바인슈타이거 | 29′ |      |
| RW          | 13 | 토마스 뮐러             |     |      |
| AM          | 18 | 토니 크로스             |     |      |
| LW          | 8  | 메수트 외질             |     | 120′ |
| CF          | 11 | 미로슬라프 클로제       |     | 88′  |
| 교체 선수:  |    |                         |     |      |
| FW          | 9  | 안드레 쉬를레           |     | 31′  |
| MF          | 19 | 마리오 괴체             |     | 88′  |
| DF          | 17 | 페어 메르테자커         |     | 120′ |
| 감독:       |    |                         |     |      |
| 요아힘 뢰프 |    |                         |     |      |

| GK                | 1  | 세르히오 로메로     |     |     |
| RB                | 4  | 파블로 사발레타     |     |     |
| CB                | 15 | 마르틴 데미첼리스   |     |     |
| CB                | 2  | 에세키엘 가라이     |     |     |
| LB                | 16 | 마르코스 로호       |     |     |
| CM                | 14 | 하비에르 마스체라노 | 64′ |     |
| CM                | 6  | 루카스 비글리아     |     |     |
| RW                | 8  | 엔소 페레스         |     | 86′ |
| LW                | 22 | 에세키엘 라베시     |     | 46′ |
| SS                | 10 | 리오넬 메시 (주장)  |     |     |
| CF                | 9  | 곤살로 이과인       |     | 78′ |
| 교체 선수:        |    |                     |     |     |
| FW                | 20 | 세르히오 아궤로     | 65′ | 46′ |
| FW                | 18 | 로드리고 팔라시오   |     | 78′ |
| MF                | 5  | 페르난도 가고       |     | 86′ |
| 감독:             |    |                     |     |     |
| 알레한드로 사벨라 |    |                     |     |     |

| 최우수 선수: 마리오 괴체 (독일) 부심: 안드레아 스테파니 (이탈리아) 레나토 파베라니 (이탈리아) 대기심: 카를로스 베라 (에콰도르) 후보 대기심: 크리스티안 레스카노 (에콰도르) |

## 참고
1. ↑  FIFA의 본래 경기 통계에서는 16번 선방했다고 기록했고, 다수의 뉴스 매체는 이 출처의 수치를 사용한다. 2014년 7월 5일에 수정한 공식 FIFA 통계에 따르면 15번 선방했다고 기록되었다.